# Régiments d'infanterie français d'Ancien Régime (S)
Cet article présente la liste des régiments d'infanterie français d'Ancien Régime, commençant par la lettre S.

## S
- Régiment de Sacremore 

Ce régiment italien est levé en mai 1585, par le capitaine Sacremore, bâtard de Birague, dans le cadre de la huitième guerre de Religion. En 1586 il participe au siège de Monségur. Le mestre de camp est assassiné en 1587 et son régiment se disperse.
- Régiment de Saillant

Le régiment est levé le 4 février 1706 par Charles-François d'Estaing, marquis de Saillant. Engagé dans la guerre de Succession d'Espagne il sert dans l'armée de Dauphiné jusqu'en 1710, passe dans le comté de Nice en 1710 et en 1711 sur le Rhin. Il prend le nom de régiment d'Ussel après avoir été donné le 2 avril 1712 à N. d'Ussel.
- Régiment de Saint-Amour

Le régiment est levé le 23 mai 1646 par N. de Saint-Amour dans le cadre de la guerre de Trente Ans. Il participe au siège d'Orbitello et il est licencié après la campagne.
- Régiment de Saint-André

Ce régiment est levé le 5 août 1637, dans le cadre de la guerre franco-espagnole, par N. de Saint-André. Il participe au secours de Leucate durant lequel le mestre de camp est tué, et le régiment est licencié.
- Régiment de Saint-André des Gardies

Ce régiment est levé le 5 mars 1638, par N. de Grégori de Saint-André des Gardies dans le cadre de la guerre de Trente Ans. Il est envoyé au secours de Verceil en 1638 et, durant lequel le mestre de camp est tué, et le régiment est licencié.
- Régiment de Saint-Angel

Ce régiment est levé en mai 1594, dans le cadre de la huitième guerre de Religion, par Charles de Rochefort de Saint-Angel. Il sert en Bourgogne et participe au siège de Beaune et est licencié en 1595.
- Régiment de Saint-Aubin

Ce régiment est levé le 21 juin 1640, dans le cadre de la guerre de Trente Ans, par N. de Saint-Aubin. Il sert à l'armée de Lorraine et est licencié en 1641.
- Régiment de Saint-Aulaire

Ce régiment est levé le 22 mars 1702 par N. de Beaupoil de Saint-Aulaire. Engagé dans la guerre de Succession d'Espagne, il sert à l'armée de Flandre. Il prend le nom de régiment de Châteauneuf après avoir été donné le 4 août 1706 à Louis Desmarest de Maillebois, baron de Châteauneuf.
- Régiment de Saint-Aunetz

Le régiment est levé le 24 janvier 1632 par Henri de Bourcier de Barry, marquis de Saint-Aunetz pour participer à la guerre de Trente Ans. En 1632, il sert en Piémont puis à la conquête de la Lorraine en 1633. En 1634 et 1635 il sert en Lorraine et en Allemagne puis fait la campagne de 1636 en Languedoc. En 1637 il s'illustre à la défense énergique de Leucate qui lui permet d'être sur le pied de 20 compagnies et d'obtenir le drapeau blanc par brevet du 5 août 1637. Il participe au siège de Fontarabie en 1638, aux sièges de Salses en 1639, au siège d'Elne en 1641, siège de Perpignan en 1642 durant lequel il y est détruit. Le 4 février 1646 le régiment est rétabli avec son rang et il participe à l'expédition des présides de Toscane et au siège d'Orbitello, de Piombino et de Portolongone. Passé à l'armée d'Espagne en 1647 il se trouve au siège de Lérida et à la prise de Tortose en 1648. Il est licencié à la fin de cette campagne.
- Régiment de Saint-Blancard

Ce régiment est levé en mai 1594, dans le cadre de la huitième guerre de Religion, par Jean de Gontaut-Biron, baron de Saint-Blancard. Il sert en Bourgogne et participe au siège de Beaune et est licencié en 1595.
- Régiment de Saint-Bris

Le régiment est levé le 3 mars 1622 par N. de Saint-Bris pour participer à la répression de la première rébellion huguenote. Il se trouve au siège de Montpellier, ou son mestre de camp est tué, puis il est licencié le 14 février 1623 après la paix de Montpellier.
- Régiment de Saint-Chamond (1617-1623)

Ce régiment est levé 23 février 1617 par Melchior Mitte de Chevrières-Miolan, marquis de Saint-Chamond. Il sert en Bourbonnais et est réformé le 1er mai 1617. Rétabli le 3 mars 1622, pendant les rébellions huguenotes, il sert au siège de Montpellier et en Dauphiné puis il est licencié le 14 février 1623.
- Régiment de Saint-Chamond (1749-1762)

C'est l'ancien régiment de Custine, qui est renommé « régiment de Saint-Chamond » en 1749 et qui prend le nom de régiment de Rosen en 1762.

Régiment de Saint-Chamond (1749-1762)
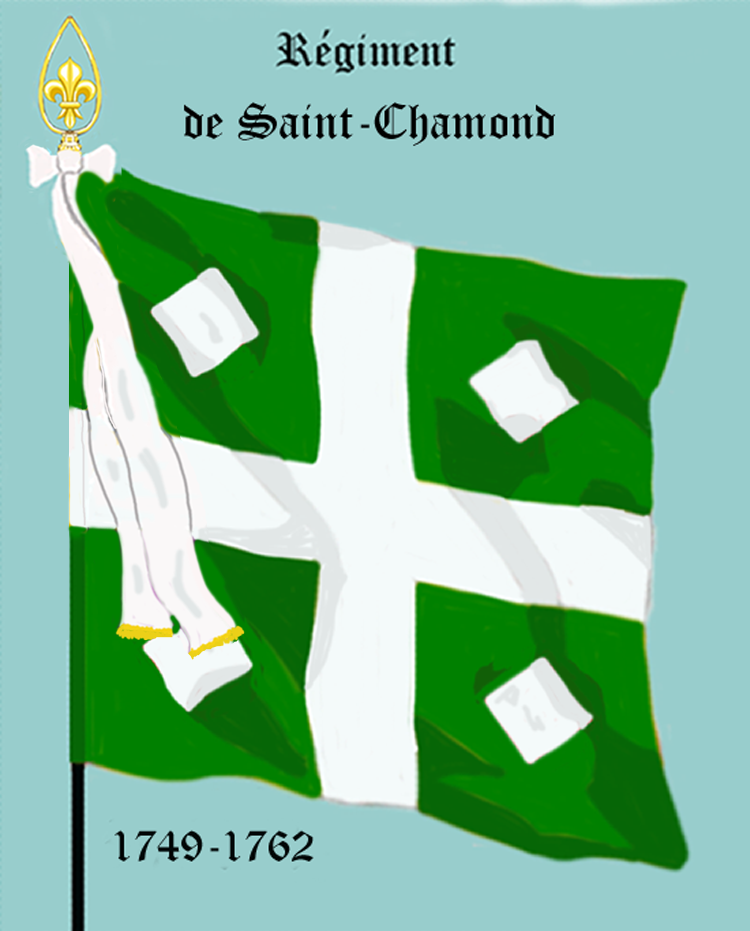
de 1749 à 1762

- Régiment de Saint-Étienne (1568-1570) 

C'est un régiment protestant, formé en septembre 1568, dans le cadre de la troisième guerre de Religion, par N. de Saint-Étienne. Il sert en Saintonge et est licencié le 8 août 1570 à la paix de Saint-Germain-en-Laye.
- Régiment de Saint-Étienne (1600-1603)

Ce régiment est levé le 3 avril 1600 dans le Dauphiné, par N. de Saint-Étienne. Il participe à la guerre franco-savoyarde et est licencié en 1603.
- Régiment de Saint-Étienne (1633-1645)

Ce régiment est levé 10 août 1633 par N. de Saint-Étienne, dans le cadre de la guerre de Trente Ans. En 1633, il participe au siège de Nancy et reste en garnison en Lorraine. En 1642, il se trouve au siège de Dieuze puis au siège de La Mothe en 1645. Il est licencié après la campagne.
- Régiment de Saint-Evremont

Le régiment est levé le 3 septembre 1702 par Charles de Saint-Evremont. Engagé dans la guerre de Succession d'Espagne, il demeure dans les garnisons d'Alsace. Il est licencié en mai 1713.
- Régiment de Saint-Georges (1589-1598) 

Ce régiment lorrain est levé en janvier 1589, dans le cadre de la huitième guerre de Religion, pour la ligue par N. de d'Haussonville de Saint-Georges. En 1589, il participe à la défense de Pontoise. Battu près de Noyon en 1591 le régiment prend le parti du roi, Henri IV en 1595 et se trouve à la prise et défense de Vesoul contre les Espagnols. Le régiment est licencié le 6 mai 1598 après la paix de Vervins.
- Régiment de Saint-Georges (1591-1595)

Ce régiment est levé en 1591, dans le cadre la huitième guerre de Religion, par N. de Saint-Georges pour le siège de Mirebeau. Il est licencié en Saintonge en 1595.
- Régiment de Saint-Georges (1625-1641)

Ce régiment est levé le 29 avril 1625, par N. de Saint-Georges dans le cadre de la guerre de Trente Ans. Il sert en Piémont et est licencié en mai 1626. Rétabli le 21 juin 1640 il est affecté à l'armée d'Italie puis il est licencié en 1641.
- Régiment de Saint-Géran (1597-1598)

Ce régiment est levé le 20 juillet 1597 sur le pied de 20 compagnies de 100 hommes, dans le cadre la huitième guerre de Religion, par Jean-François de La Guiche, comte de Saint-Géran. Il participe au siège d'Amiens et est licencié 6 mai 1598 après la paix de Vervins.
- Régiment de Saint-Géran (1650-1650)

Ce régiment est levé le 17 juillet 1650 par Claude-Maximilien de La Guiche, comte de Saint-Géran. Il sert en Bourbonnais et est licencié la même année.

Régiment de Saint-Germain
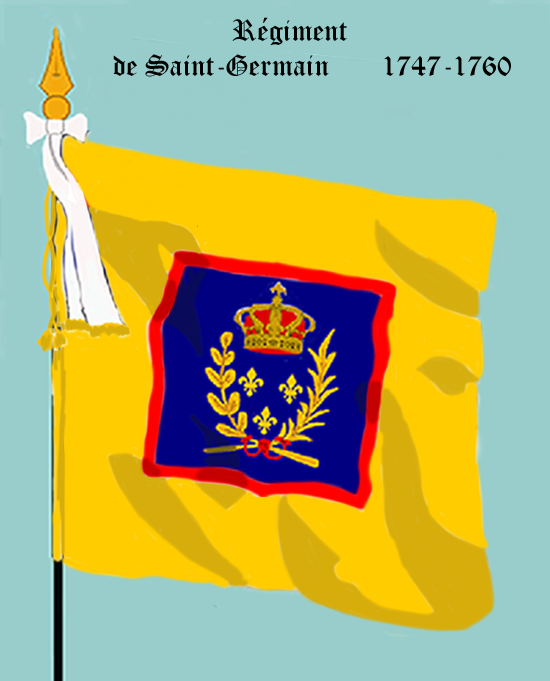
de 1747 à 1760

Le régiment est levé le 1er juillet 1747 par Louis, comte de Saint Germain. Engagé dans la guerre de Succession d'Autriche, il sert dans l'armée de Flandre et se trouve au siège de Maastricht en 1616. Il se trouve sur les côtes de Flandre en 1755 et au camp de Dunkerque en 1756. Dans le cadre de la guerre de Sept Ans, il rejoint l'armée d'Allemagne en 1757 et participe à l'occupation des places de la Lippe, à la bataille de Rossbach à l'cccupation de Brême, à la bataille de Krefeld en 1758 et à la bataille de Minden en 1759. Il est incorporé le 18 janvier 1760 dans le régiment de Nassau. Ce régiment avait habit, veste et culotte bleus; parements, collets, doublure et boutons jaunes; boutons des deux côtés sur l'habit, d'un seul côté sur la veste; pattes en travers sur l'habitet sur la veste avec quatre boutons; chapeau galonné d'or.
- Régiment de Saint-Germain
- de 1747 à 1760

- Régiment de Saint-Germain-Beaupré (1644-1648)

Ce régiment est levé le 25 juin 1644 par Henri Foucauld, marquis de Saint-Germain-Beaupré, dans le cadre de ma guerre de Trente Ans. Envoyé à l'armée de Picardie, il participe au siège de Dunkerque en 1646, au siège d'Ypres et à la bataille de Lens en 1648. Il est licencié le 2 octobre 1648.
- Régiment de Saint-Germain-Beaupré

Ce régiment est levé le 18 janvier 1702 par Armand-Louis-Joseph Foucauld, chevalier de Saint-Germain-Beaupré. Engagé dans la guerre de Succession d'Espagne, il sert à l'armée de Flandre puis il passe sur la Moselle et la Lauter en 1705, retourne en Flandre en 1706 et participe à la Défense d'Ath ou il y est fait prisonnier. Échangé en 1707, il achève la guerre dans les garnisons. Il est incorporé le 24 janvier 1715 dans le régiment de Picardie.
- Régiment de Saint-Hurugues

Ce régiment est levé le 18 août 1644, par N. Thibaut de Saint-Hurugues, pour tenir garnison à Saint-Quentin. Il prend le nom de régiment de Linières après avoir été donné le 26 avril 1646 à François des Essarts, marquis de Linières.
- Régiment de Saint-Jal

Le régiment est formé 1er janvier 1689 des milices de Reims, par N. de Saint-Jal. Il reste en garnison et il est licencié le 30 mars 1698.
- Régiment de Saint-Jean 

C'est un régiment protestant, issu du régiment de Montgommery, rétabli en avril 1587, dans le cadre de la huitième guerre de Religion, par Gabriel comte de Montgommery Saint-Jean. Il participe à la bataille de Coutras et est licencié la même année.
- Régiment de Saint-Jean de Ligoure 

C'est un régiment protestant, formé en 1588, dans le cadre de la huitième guerre de Religion, par N. de Saint-Jean de Ligoure. En 1588 il se trouve aux prises de Niort et de Maillezais et au secours de Tours en 1589. En 1590, il participe à l'attaque de Paris et à la bataille d'Ivry puis il est mis en garnison à Lagny et licencié en 1591.
- Régiment de Saint-Laurent 

Ce régiment piémontais est formé le 8 décembre 1678 par Jean-Baptiste de Ferrero, marquis de Saint-Laurent, avec les sergents et soldats italiens des régiments savoisiens Ducal, de Saluces, de Savoie, de Chablais et Genèvois, réformés cette même année. Engagé dans la guerre de la Ligue d'Augsbourg, il est affecté à l'armée de Flandre en 1689 avec laquelle il se trouve à la bataille de Fleurus en 1690,et au siège de Mons en 1691. Le 8 mai 1691 il prend le titre de régiment de Nice (1691-1762) du nom du comté de Nice, qui venait d'être conquis.
- Régiment de Saint-Léger (1670-1671)

C'est l'ancien régiment de Château-Thierry, qui est renommé « régiment de Saint-Léger » en 1670 après avoir été donné à l'Électeur de Cologne, le colonel-lieutenant N. de Saint-Léger. Il participe à la conquête de la Franche-Comté en 1668 puis il est incorporé en 1671 dans le régiment de Bourgogne.
- Régiment de Saint-Léger (1709-1713)

C'est l'ancien régiment de Castéja, qui prend le nom de « régiment de Saint-Léger » en 1709 après avoir été donné à N. de Saint-Léger. Engagé dans la guerre de Succession d'Espagne, il est licencié le 8 janvier 1713.
- Régiment de Saint-Luc (1620-1641)

Le régiment est levé le 5 juillet 1620 par Timoléon d'Epinay de Saint-Luc dans le cadre des rébellions huguenotes. En 1621, il participe au siège de Saint-Jean-d'Angély puis après la reddition de la ville, il est donné, le 4 juillet 1621 à Jean-Louis de Nogaret, chevalier de La Valette, dontil prend le nom. Le 30 janvier 1627 le régiment de La Valette est donné à François d'Epinay, marquis de Saint-Luc, et reprend le nom de régiment de Saint-Luc et sert jusqu'en 1635 en Guyenne. Dans le cadre de la guerre franco-espagnole il passe en Picardie et participe à la bataille des Avins, en 1635, au siège de Corbie en 1636, aux sièges de Landrecies et de La Capelle. En 1638 il sert en Lorraine et en Franche-Comté, en 1639 il se trouve au siège et à la bataille de Thionville et en 1640 il participe au siège et au combat d'Arras. Le régiment est licencié en 1641.
- Régiment de Saint-Luc (1653-1653)

Ce régiment est levé le 15 juillet 1653 N. d'Espinay Saint-Luc. Affecté à l'armée de Guyenne il est licencié la même année.
- Régiment de Saint-Luc (1578-1579)

C'est l'ancien régiment de Sarrieu, qui est renommé « régiment de Saint-Luc » en 1578, après avoir été donné en 1578 à François d'Espinay de Saint-Luc, et qui prend le nom de régiment de Sérillac en 1579 après avoir été donné à Jean-François de Faudoas de Sérillac.
- Régiment de Saint-Maixent

C'est un régiment provincial qui est organisé en 1773, en remplacement des milices provinciales. Ce régiment est formé des bataillons de Saint-Maixent et Parthenay sous le commandement du colonel le chevalier de Cossé. Le régiment est incorporé, en 1774, dans le régiment de Poitiers.
- Régiment de Saint-Malo

Ce régiment est créé le 18 février 1772, pour le service de la flotte et des ports, et formé de deux bataillons, chacun de neuf compagnies, dont une de bombardiers, une de canonniers et sept de fusiliers. Le 26 décembre 1774, le régiment est fondu avec les régiments de Bordeaux (1772-1774), de Bayonne, de Toulon, de Rochefort (1772-1774), de Brest, de Marseille et de Le Havre pour former le régiment d'infanterie du Corps Royal de La Marine. Le régiment avait habit bleu de roi, doublure, veste et culotte blanches, poches en travers garnies de trois boutons, manches en botte avec trois boutons; boutons blancs, galon jaune au chapeau, collet du parement et du revers, bleu céeste.
- Régiment de Saint-Martial

Ce régiment est levé le 9 août 1636 par N. de Saint-Martial dans le cadre de la guerre de Trente Ans. Il participe à la reprise de Corbie et est licencié après la campagne de 1636.
- Régiment de Saint-Martin

Ce régiment est levé le 6 mars 1636 par N. de Saint-Martin-Montchenu, dans le cadre de la guerre de Trente Ans. Affecté à l'armée d'Italie, il combat à Buffalora (it) en 1636 et il est licencié en 1637.
- Régiment de Saint-Mauris

C'est l'ancien régiment de Rohan-Rochefort, qui est renommé « régiment de Saint-Mauris » le 20 février 1761 après avoir été donné à Charles-Emmanuel, chevalier de Saint-Mauris. Les cinq drapeaux d'ordonnance de ce corps avaient deux carrés noirs et deux carrés isabelle, par opposition. Il portait habit, veste et culotte blancs ; collet, parements et revers de la veste rouges; boutons jaunes; pattes ordinaires garnies de trois boutons, autant sur la manche; chapeau bordé d'or. Il est incorporé le 10 décembre 1762 dans le régiment de Poitou.

Régiment de Saint-Mauris
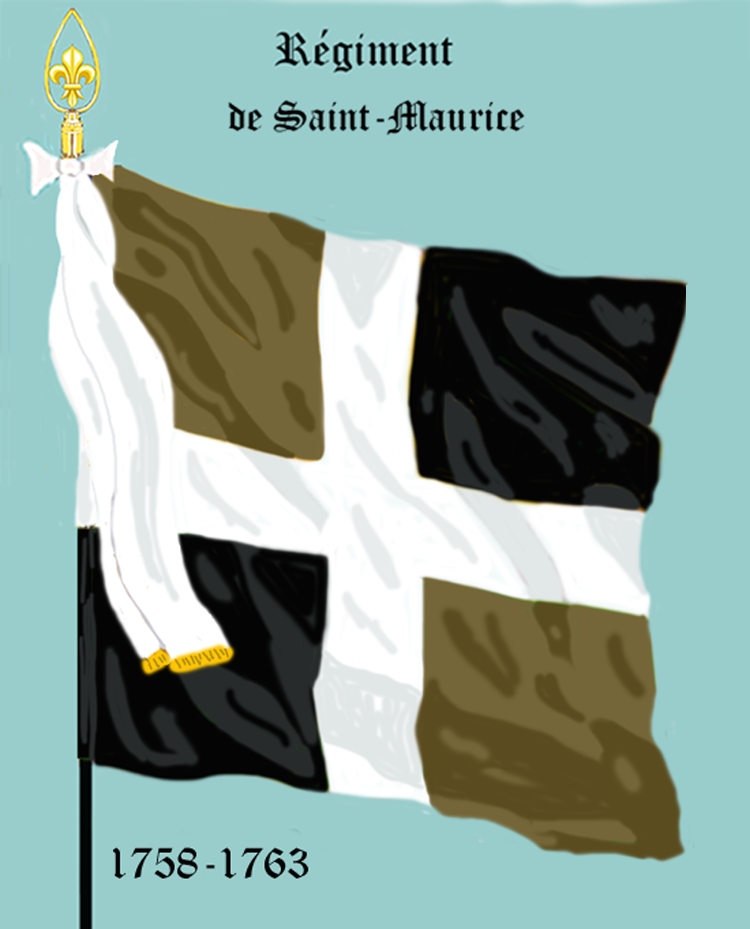
de 1758 à 1762

- Régiment de Saint-Mégrin (1567-1569) 

C'est un régiment protestant, levé en octobre 1567, en Gascogne, dans le cadre de la deuxième guerre de Religion, par François Estuer de Caussade, vicomte de Saint-Mégrin. En 1568, il accompagne la reine de Navarre, Jeanne d'Albret, à La Rochelle. En 1569, François Estuer de Caussade, vicomte de Saint-Mégrin meurt et l'unité prend le nom de régiment de La Noue.
- Régiment de Saint-Mégrin (1651-1651)

Ce régiment est levé le 24 septembre 1651 par Jacques Stuert de Caussade, marquis de Saint-Mégrin. Il est licencié la même année.
- Régiment de Saint-Nectaire

Voir régiment de Sennectère
- Régiment de Saint-Paul (1587-1589)

Ce régiment est levé en septembre 1587, dans le cadre de la huitième guerre de Religion, par Antoine de Saint-Paul. En 1587, le régiment participe aux batailles de Vimory et d'Auneau. Devenu un régiment ligueur, il défend, en 1588, l'île de Bouin près de Nantes et est licencié en 1589.
- Régiment de Saint-Paul (1615-1615)

Ce régiment est levé en août 1615, pour le prince de Condé, par N. de Saint-Paul. Il est licencié la même année.
- Régiment de Saint-Paul (1625-1645)

Ce régiment est levé le 29 avril 1625, par Balthazard de Girard de Saint-Paul dans le cadre de la guerre de Trente Ans. En 1625, il sert en Piémont et est réformé en mai 1626. Rétabli le 3 avril 1628 il sert en Languedoc et en Savoie puis il est réformé le 11 janvier 1631. Rétabli le 4 juillet 1634, il sert sur le Rhin puis passe en 1635 en Italie. Donné en 1637 au fils du mestre de camp, il passe en Lorraine en 1638 et participe aux sièges de Lunéville et de Brisach puis il retourne en Italie en 1640. En 1642 il se trouve au siège de Tortone, en 1643 au siège de Trino puis il passe en Catalogne en 1644. En 1645, le mestre de camp est tué au siège de Roses, et le régiment est licencié.
- Régiment de Saint-Pièz

Le régiment est levé le 25 mai 1657, par N. de Saint-Pièz, dans le cadre de la guerre franco-espagnole. Affecté à l'armée d'Italie, il se trouve au siège d'Alexandrie en 1657, puis au siège de Mortare en 1658. Il est licencié le 12 décembre 1659.
- Régiment de Saint-Preuil

ce régiment est levé le 14 janvier 1639 par François de Jussac d'Ambleville de Saint-Preuil, pour tenir garnison à Doullens dans le cadre de la guerre de Trente Ans. Il se trouve à la défense d'Arras en 1640 puis Saint-Preuil a la tête tranchée en 1641 pour avoir taillé en pièce la garnison espagnole de Bapaume qui avait un sauf-conduit,. Le régiment est renommé régiment de Gesvres après son remplacement par Louis-François Potier, marquis de Gesvres.
- Régiment de Saint-Priest

Le régiment est levé le 3 mars 1622 par N. de Saint-Priest pour participer à la répression de la première rébellion huguenote. Il se trouve au siège de Tonneins puis il est licencié le 14 février 1623.
- Régiment de Saint-Ravy

Ce régiment est levé le 17 janvier 1595, dans le cadre de la huitième guerre de Religion, par N. de Saint-Ravy. Il sert en Bourgogne et en Picardie. Le mestre de camp est tué au sac de Doullens
- Régiment de Saint-Reyran

Ce régiment est levé le 29 avril 1625, par N. de Saint-Reyran dans le cadre de la guerre de Trente Ans. Il sert en Piémont et est licencié en mai 1626.
- Régiment de Saint-Romain 

C'est un régiment protestant, formé à Alès en septembre 1568, dans le cadre de la troisième guerre de Religion, par N. de Saint-Romain. Affecté à l'armée dite des Vicomtes il participe, en 1569, à la campagne de Poitou et est licencié le 8 août 1570 à la paix de Saint-Germain-en-Laye.
- Régiment de Saint-Segond 

Ce régiment italien est levé le 24 février 1693 par François de Rossi de Baville, marquis de Saint-Segond. Lors de la guerre de la Ligue d'Augsbourg, il sert d'abord sur les côtes françaises puis il rejoint l'armée de Flandre en 1695 et assiste au siège d'Ath en 1697. Dans le cadre de la guerre de Succession d'Espagne, il est affecté à l'armée d'Allemagne en 1702 et participe aux sièges de Kehl, de Brisach et de Landau, et la bataille du Speyerbach en 1703. Il passe à l'armée de Bavière en 1704, et se trouve à la bataille d'Hochstedt ou il est fait prisonnier. Échangé en 1705, il fait les campagnes de 1706 et 1707 en Alsace, puis avec l'armée de Flandre de 1708 à 1712. Il est licencié le 22 janvier 1715.
- Régiment de Saint-Simon (1702-1705)

Ce régiment est levé le 21 mai 1702 par chevalier de Saint-Simon. Engagé dans la guerre de Succession d'Espagne il sert sur les côtes de Bretagne. Il prend le nom de régiment de Voluire après avoir été donné le 30 janvier 1705 à Philippe-Auguste, comte de Voluire.
- Régiment de Saint-Simon (1718-1734)

C'est l'ancien régiment de Sourches (1706-1718), qui est renommé « régiment de Saint-Simon » le 14 juin 1718 et qui prend le nom de régiment de Puyguyon le 25 novembre 1734.

Régiment de Saint-Simon (1718-1734)
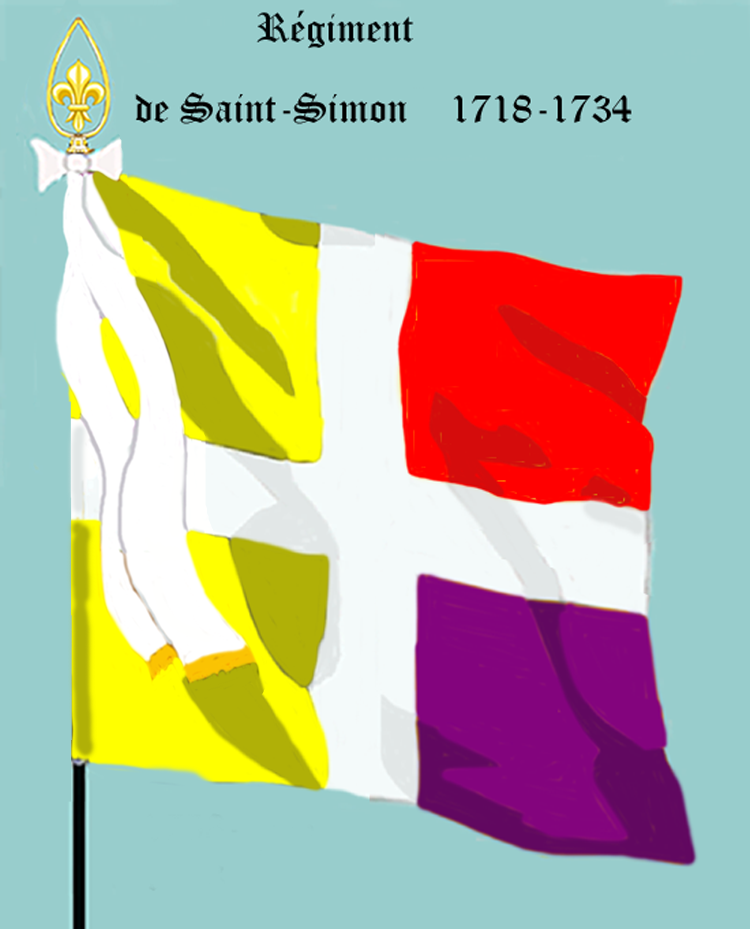
de 1718 à 1734

- Régiment de Saint-Sulpice

C'est l'ancien régiment de La Châtre (1684-1702), qui est renommé « régiment de Saint-Sulpice » le 29 janvier 1702 et qui prend le nom de régiment de Lannoy le 4 mars 1708.

Régiment de Saint-Sulpice
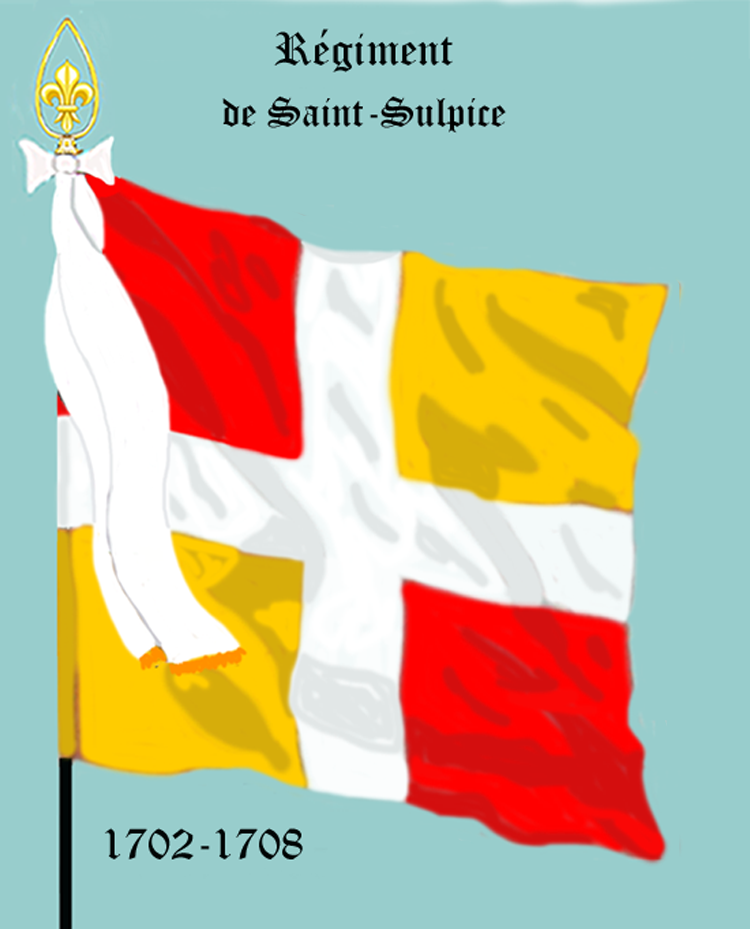
de 1702 à 1708

- Régiment de Saint-Surin 

C'est un régiment protestant, levé en juin 1585, dans le cadre de la huitième guerre de Religion, par N. de Saint-Surin. En 1585, il participe au siège de Brouage et il est licencié en 1587.
- Régiment de Saint-Trivier

Ce régiment est levé le 13 novembre 1616 par N. de Saint-Trivier. Il sert en Savoie et est licencié le 1er décembre 1616.

Régiment de Saint-Vallier (1666-1671)
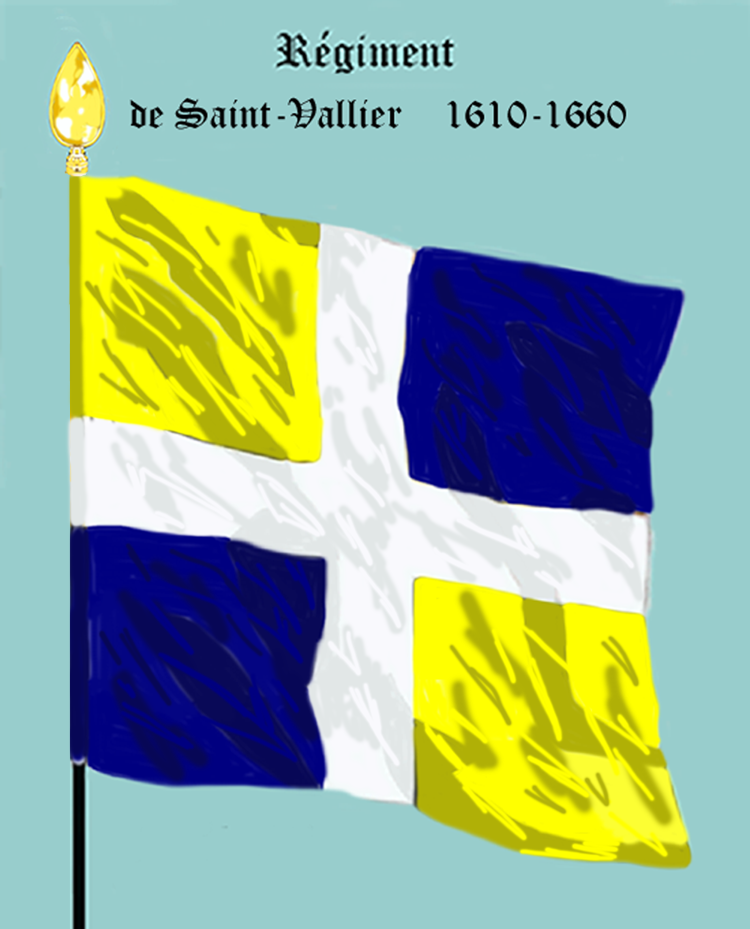
de 1666 à 1671

C'est l'ancien régiment d'Herbouville (1652-1666), qui est renommé « régiment de Saint-Vallier » en 1666 et qui prend le nom de régiment de Châteauneuf en 1671.
- Régiment de Saint-Vallier (1666-1671)
- de 1666 à 1671

- Régiment de Saint-Vallier (1704-1714) 

C'est l'ancien régiment de Robecque, qui est renommé « régiment de Saint-Vallier » le 26 octobre 1704 après avoir été donné à N. de La Croix, comte de Saint-Vallier. Fait prisonnier à la bataille d'Höchstädt en 1704, dans le cadre de la guerre de Succession d'Espagne, il est échangé en 1705 et rejoint l'armée de Flandre, avec laquelle il se trouve à la bataille de Ramillies en 1706, à la bataille d'Audenarde, et à la défense de Lille en 1708, à la défense de Tournai (en) en 1709 ou il y est fait prisonnier et échangé la même année. Il reste dans les garnisons de Flandre et est donné le 7 avril 1714 à Henri-Bernard de La Croix, chevalier de Saint-Vallier, frère du précédent. Il est réformé le 15 novembre 1714.
- Régiment de Saint-Vincent

Le régiment est levé le 7 juillet 1621 par N. de Saint-Vincent, dans le cadre de la répression organisée contre les Huguenots. En 1621 il participe au siège de Saint-Jean-d'Angély et en 1622 à l'attaque de l'île de Riez et au siège de Royan. Il est licencié le 14 février 1623.
- Régiment de Saint-Vivian

Le régiment est levé le 7 juillet 1621 par N. de Saint-Vivian, dans le cadre de la répression organisée contre les Huguenots. En 1621 il participe au siège de Saint-Jean-d'Angély et au blocus de La Rochelle. Il est licencié le 14 février 1623 .
- Régiment de Sainte-Colombe

C'est l'ancien régiment de Gohas ainé, qui est renommé « régiment de Sainte-Colombe » en 1573 et qui prend le nom de régiment d'Épernon en 1579.
- Régiment de Sainte-Croix

Le régiment est levé le 7 juillet 1621 par Henri François Alphonse d'Ornano, marquis de Sainte-Croix, dans le cadre de la répression organisée contre les Huguenots. En 1621, il se trouve aux sièges de Nérac et de de Montauban puis au siège de Montpellier en 1622. Réformé le 14 février 1623, il est rétabli le 11 août 1627 dans le cadre de la troisième rébellion huguenote et sert dans le Languedoc. Réformé en 1632 il est rétabli, dans le cadre de la guerre franco-espagnole, le 9 août 1636 et sert en Champagne puis il est licencié la même année.
- Régiment de Sainte-Gemme

Le régiment est levé le 3 mars 1622 par N.de Sainte-Gemme pour participer à la répression de la première rébellion huguenote. Il se trouve au blocus de La Rochelle puis il est licencié le 14 février 1623 après la paix de Montpellier.
- Régiment de Sainte-Marie du Mont

Ce régiment est levé en mai 1589, dans le cadre de la huitième guerre de Religion, par Henri Robert aux Épaules, seigneur de Sainte-Marie du Mont. En 1589 il accompagne Henri IV à Dieppe, met le siège devant Les Andelys au siège de Paris et est licencié la même année.
- Régiment de Sainte-Maure

C'est l'ancien régiment de Jonzac (1667-1658), qui est renommé « régiment de Sainte-Maure » en 1677 et qui prend le titre de régiment de Beauvoisis en 1685.
- Régiment de Sainte-Mesme

C'est l'ancien régiment de Nérestang, qui est renommé « régiment de Sainte-Mesme » en 1645 et qui prend le nom de régiment de Silly (1657-1665) en 1657.

Régiment de Sainte-Mesme
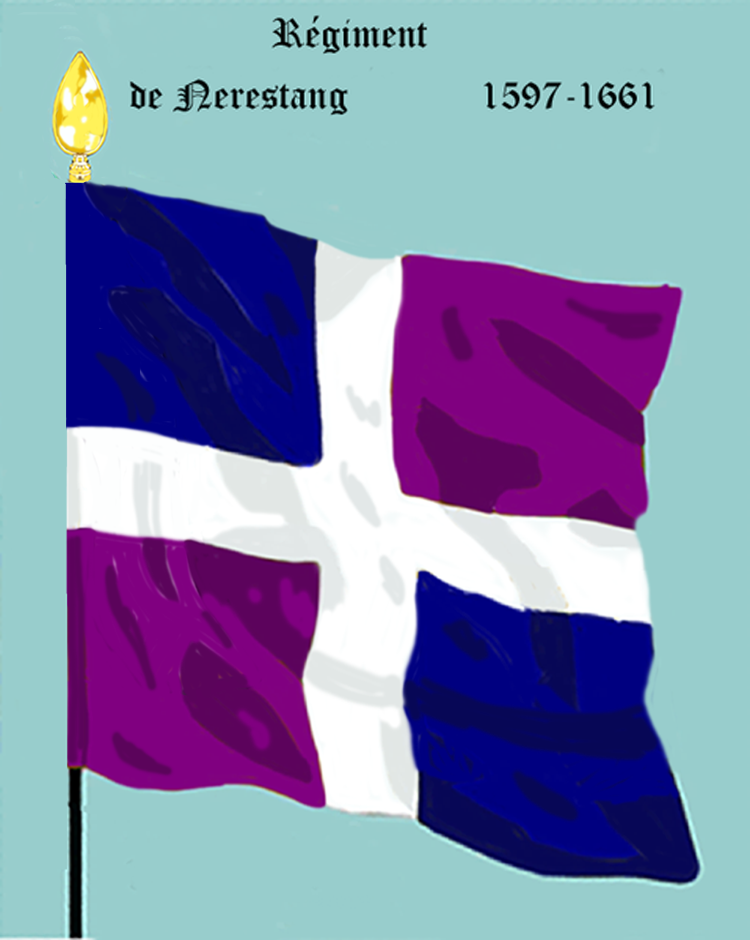
de 1645 à 1657

- Régiment de Sainte-Offange

C'est l'ancien régiment du Plessis-Joigny, qui donné à Philippe de La Poeze, baron de Sainte-Offange est renommé « régiment de Sainte-Offange » en octobre 1632 et qui prend le nom de régiment de La Frezelière le 19 juillet 1635.

Régiment de Sainte-Offange
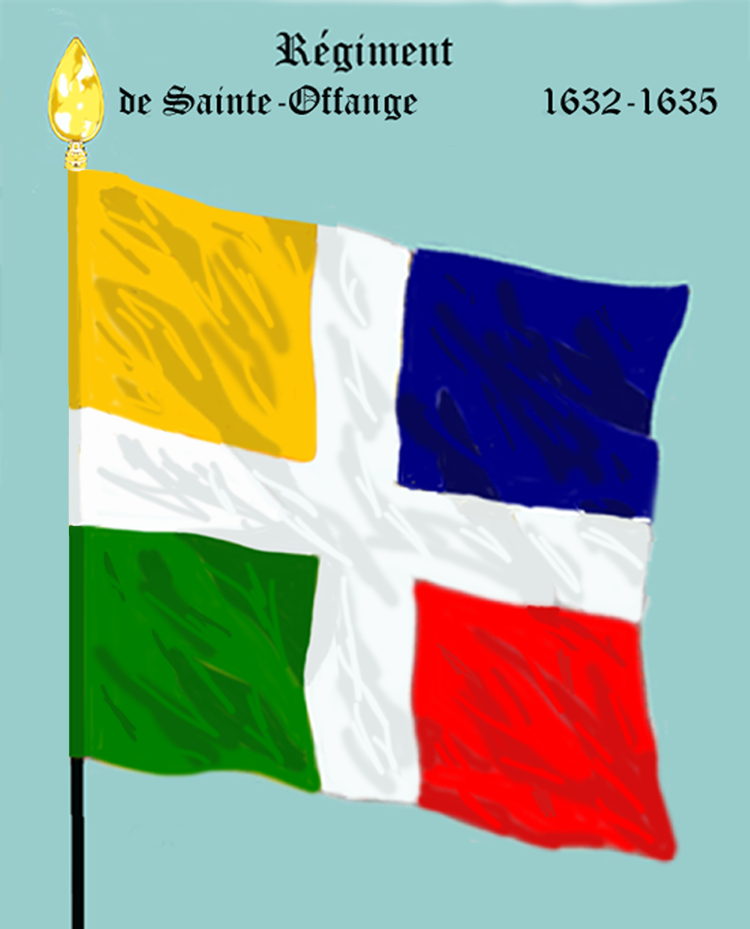
de 1632 à 1635

- Régiment de Saillant

C'est l'ancien régiment de Charost, qui est renommé « régiment de Saillant » le 2 avril 1712 et qui prend le nom de régiment d'Estaing en 1732.

Régiment de Saillant
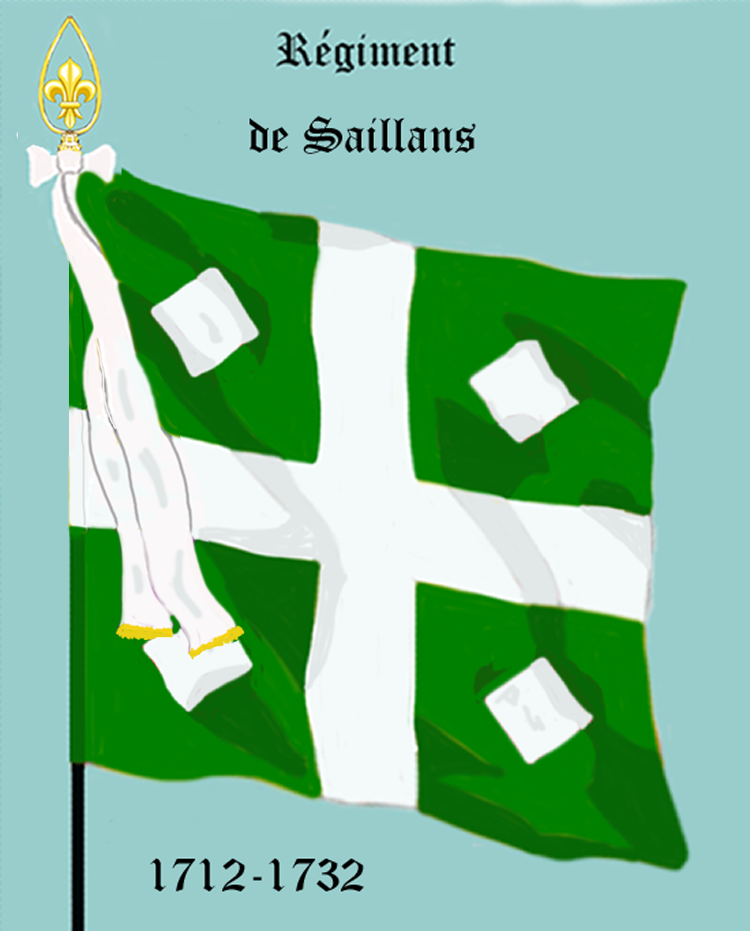
de 1712 à 1732

- Régiment de Saintonge (1636-1648)

Le régiment est levé sous ce titre, le 1er août 1636, par N., marquis d'Albret dans le cadre de la guerre de Trente Ans. Il participe à la reprise de Corbie en 1636, et à la défense de Guise en 1638. Il rejoint l'armée de Guyenne en 1639, l'armée d'Italie en 1640, avec laquelle il assiste au siège de Turin, l'armée de Roussillon en 1641 avec laquelle il se trouve au siège d'Elne, puis à la bataille de Lérida en 1642, au siège de Roses et à la bataille de Llorens (ca) en 1645 et au premier et second siège de Lérida en 1646 et 1647. Le régiment est donné le 27 avril 1647 à François Amanjeu, chevalier d'Albret qui le mène au siège de Tortose en 1648, avant d'être réformé cette même année. Il est rétabli en 1652 sous le nom régiment d'Albret.
- Régiment de Saintonge

Le régiment est créé sous ce titre, le 8 septembre 1684. Par ordonnance du 30 janvier 1778, une compagnie du régiment forme le régiment des grenadiers royaux de la Bretagne. Le « régiment de Saintonge » est devenu depuis la Révolution le 82e régiment d'infanterie de ligne.

Régiment de Saintonge
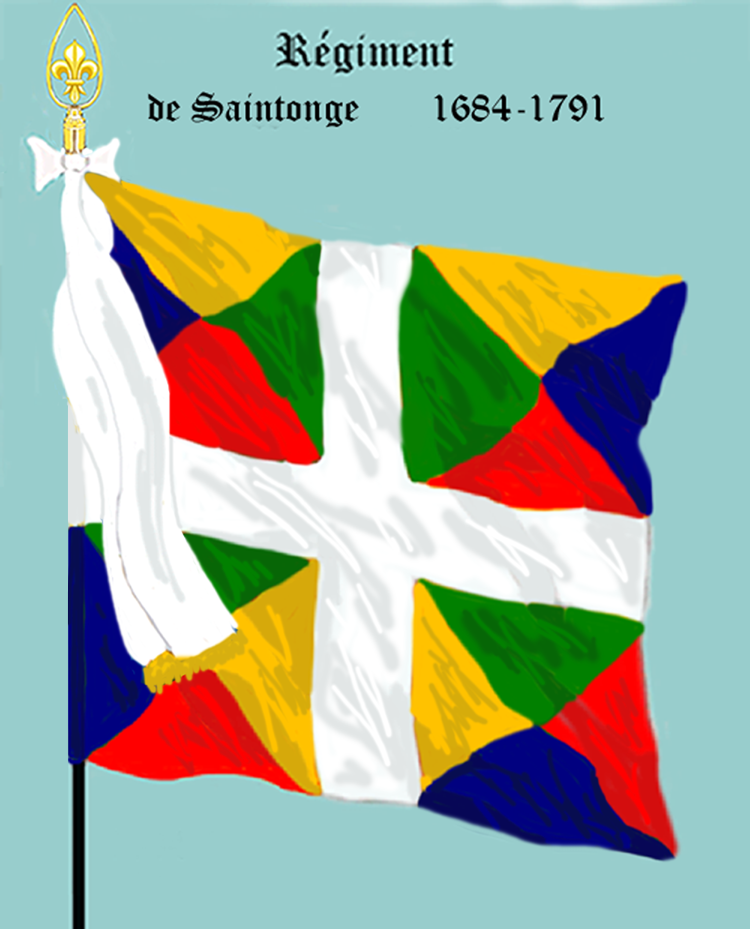
de 1684 à 1791

- Régiment de Saive

C'est l'ancien régiment de Gramont (1706-1709), qui donné à N.de Saive est renommé « régiment de Saive » en 1709. Engagé dans la guerre de Succession d'Espagne il sert dans les Alpes et est licencié en 1714.
- Régiment de Salignac (1569-1570)

Ce régiment est organisé en juin 1569, pour Armand de Salignac, avec dix compagnies du régiment de Montluc (1567-1569). Dans le cadre de la troisième guerre de Religion, il participe aux sièges de Mont-de-Marsan et de Rabastens il est licencié en Languedoc le 8 août 1570 à la paix de Saint-Germain-en-Laye.
- Régiment de Salignac (1585-1587) 

C'est un régiment protestant, levé en juin 1585, dans le cadre de la huitième guerre de Religion, par Jean de Gontaut, baron de Salignac. En 1587, il participe à la bataille de Coutras et est licencié cette même année.
- Régiment de Saligny

Le régiment est levé le 21 juin 1640 par Gaspard de Coligny, comte de Saligny, dans le cadre de la guerre de Trente Ans. Il participe au siège d'Arras. Réformé en 1640, il est rétabli le 17 juin 1646, assiste aux sièges d'Arras et de Dunkerque. Il passe en Catalogne en 1648 et se trouve au siège de Tortose. Il rentre en France en 1649 et se trouve à l'attaque de Charenton durant lequel le mestre de camp y est tué, et le régiment est licencié
- Régiment de Salins

C'est un régiment provincial qui est créé par ordonnance du 4 août 1771, en remplacement des milices provinciales. Ce régiment est formé des bataillons de Salins, de Dole et de Lons-le-Saunier sous le commandement du marquis de Divonne. Le régiment est supprimé par ordonnance du 15 décembre 1775 qui fait disparaître les troupes provinciales.
- Régiment de Salis (1622-1623) 

Ce régiment suisse des Grisons est levé en octobre 1623 par Rodolphe, baron de Salis. Il sert en Valteline puis il passe en 1625 sous le commandement de son frère Ulysse de Salis. Congédié en mai 1626, il est rappelé le 8 juillet 1635 pour participer à la campagne de la Valteline. Il est congédié en 1637.
- Régiment de Salis-Jeune 

Ce régiment suisse est levé le 1er janvier 1690 par Jean-Baptiste, chevalier de Salis dans le cadre de la guerre de la Ligue d'Augsbourg. Il prend le nom de régiment de May le 23 janvier 1702 après avoir été donné à Johann-Rudolf von May .
- Régiment de Salis (1672-1690) 

Ce régiment suisse est levé le 17 février 1672 par Rodolphe de Salis-Zizers. Il prend le nom de régiment de Porlier en 1690.
- Régiment de Salis-Marschlins 

C'est l'ancien régiment de Salis-Mayenfeld, qui est renommé « régiment de Salis-Marschlins » après avoir été donné le 12 avril 1762 à Antoine baron de Salis-Marschlins et qui est devenu depuis la Révolution le 95e régiment d'infanterie de ligne.

Régiment de Salis-Marschlins
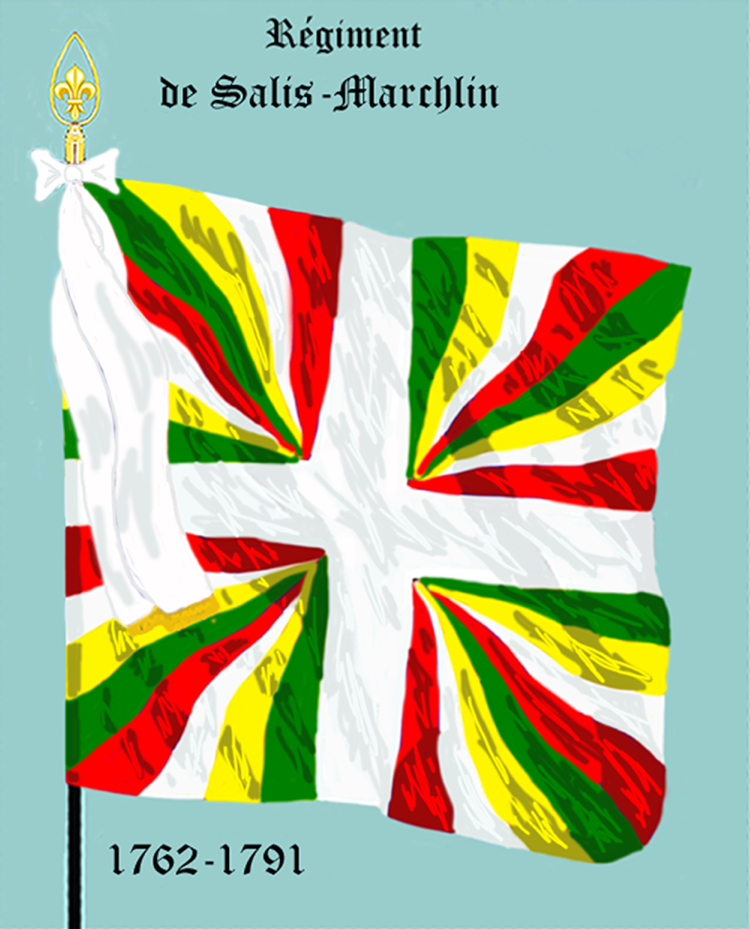
de 1762 à 1791

- Régiment de Salis-Mayenfeld 

C'est l'ancien régiment de Salis-Soglio, qui est renommé « régiment de Salis-Mayenfeld » après avoir été donné le 6 décembre 1744 à Charles Ulysse de Salis-Mayenfeld. Il sert pendant la guerre de Succession d'Autriche et la guerre de Sept Ans et il prend le nom de régiment de Salis-Marschlins après avoir été donné le 12 avril 1762 à Antoine baron de Salis-Marschlins.

Régiment de Salis-Mayenfeld
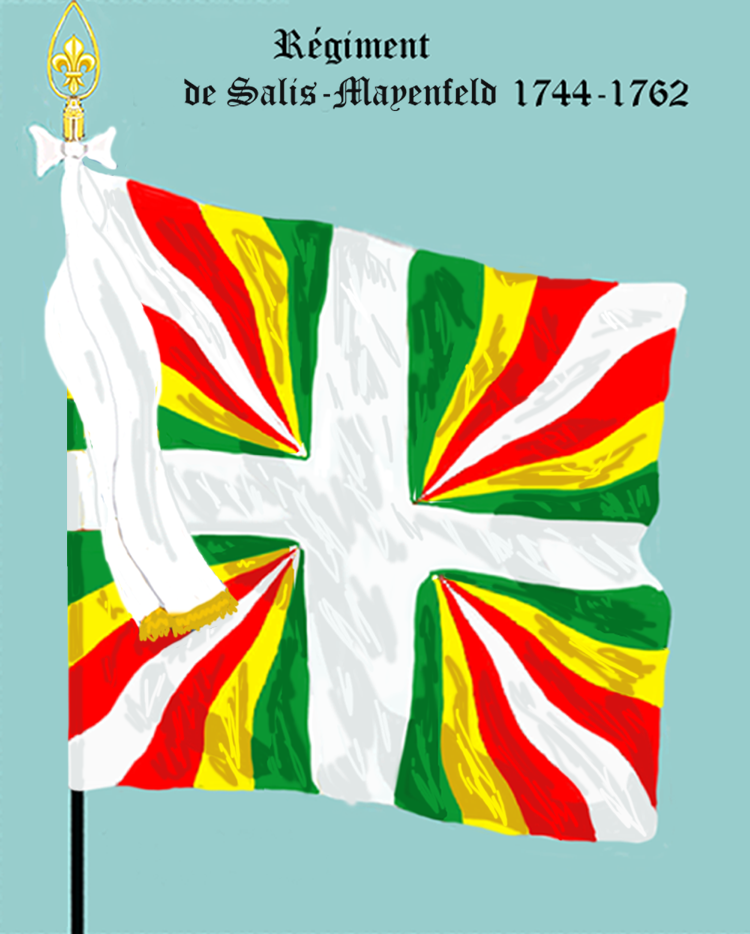
de 1744 à 1762

- Régiment de Salis-Samade 

C'est l'ancien régiment de Boccard, qui est renommé « régiment de Salis-Samade » en 1782 et qui est devenu depuis la Révolution le 64e régiment d'infanterie de ligne.

Régiment de Salis-Samade
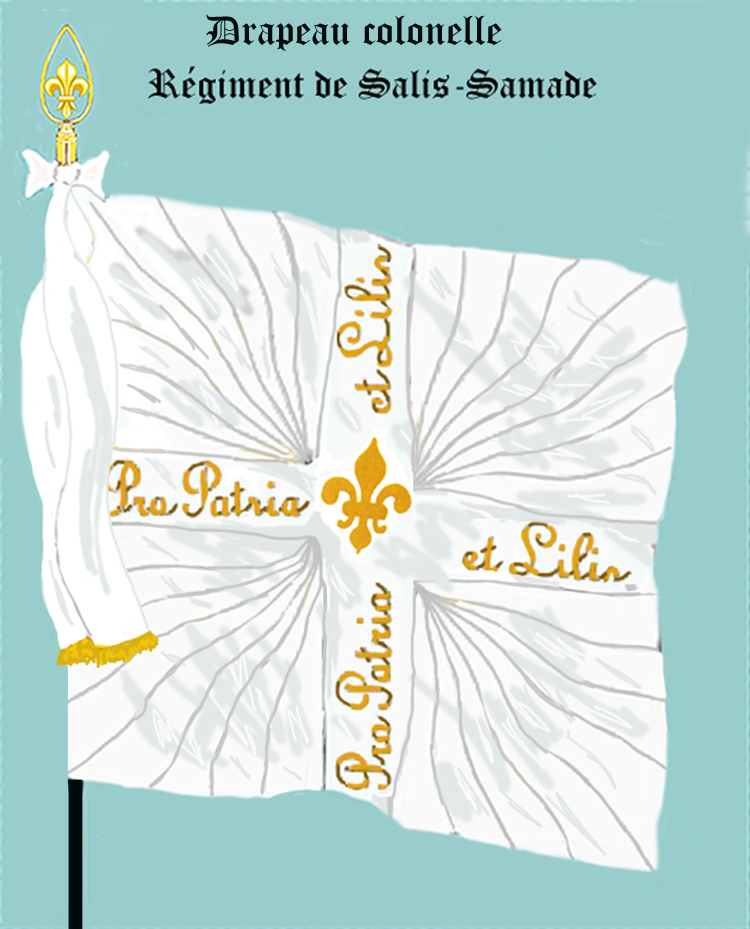
drapeau Colonel du régiment de Salis-Samade de 1782 à 1791
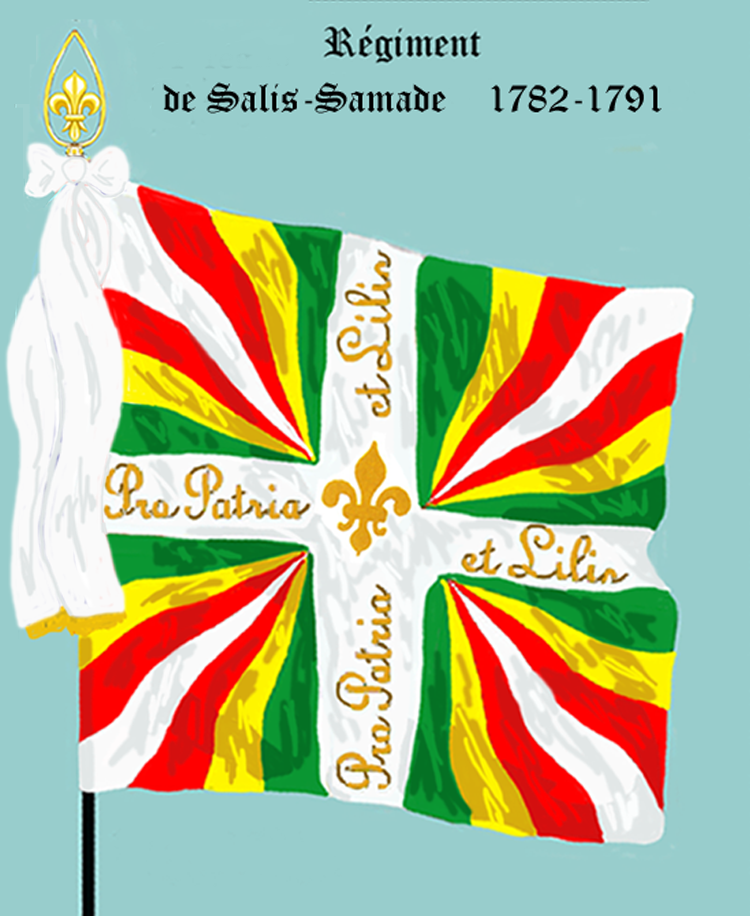
régiment de Salis-Samade de 1782 à 1791

Régiment de Salis-Soglio
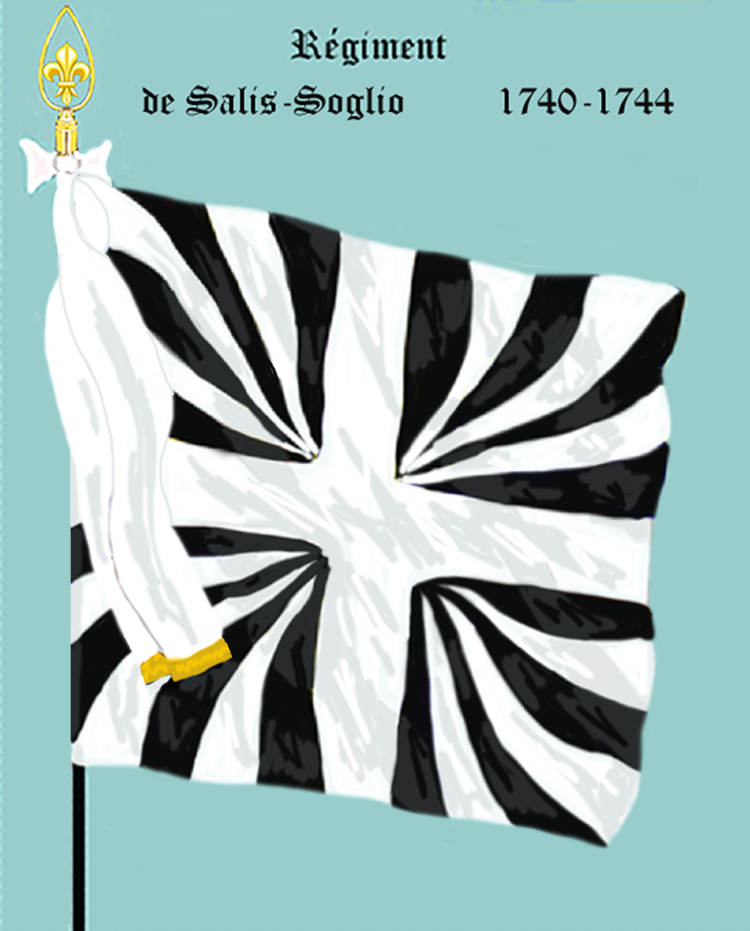
de 1740 à 1744

C'est l'ancien régiment de Travers, qui est renommé « régiment de Salis-Soglio » après avoir été donné le 10 juillet 1744 à Jean Gaudens de Salis-Soglio. Engagé dans la guerre de Succession d'Autriche, son colonel ayant trouvé la mort dans un combat, il prend le nom de régiment de Salis-Mayenfeld après avoir été donné le 6 décembre 1744 à Charles Ulysse de Salis-Mayenfeld.
- Régiment de Salis-Soglio
- de 1740 à 1744

- Régiment de Sallers

Le régiment est levé en octobre 1635 par N. de Sallers dans le cadre de la guerre de Trente Ans. En 1636, il participe à la prise de Porrentruy puis il est licencié le 22 juin de la même année.
- Régiment de Sallières

Le régiment est levé le 11 mars 1654 par de N. Chastelard de Sallières dans le cadre de la guerre franco-espagnole. Affecté à l'armée de Piémont, il est licencié la même année.
- Régiment de Salm-Salm 

C'est l'ancien régiment d'Anhalt, qui est renommé « régiment de Salm-Salm » en 1783 et qui est devenu depuis la Révolution le 62e régiment d'infanterie de ligne.

Régiment de Salm-Salm
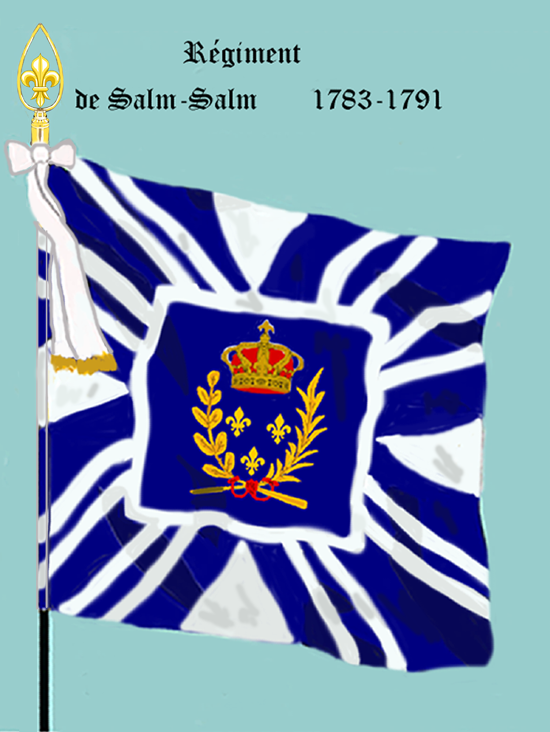
de 1783 à 1791

- Régiment de Saluces 

Ce régiment savoisien est passé au service de la France le 26 novembre 1674 dans le cadre de la guerre de Hollande. Sous le commandement du colonel Balthazar de Pobel de Saint-Alban, marquis de La Pierre, il est affecté à l'armée de Flandre, et participe aux sièges de Valenciennes et de Cambrai en 1677, aux sièges d'Ypres et de Gand, et à la bataille de Saint-Denis en 1678. Il est licencié le 11 janvier 1679. Les sergents et soldats italiens du régiment permettent de former le régiment de Saint-Laurent.
- Régiment provincial d'artillerie de Sançon

C'est un régiment provincial qui est créé par l'ordonnance du 30 janvier 1778. Ce régiment est formé des bataillons de Dijon et Semur sous le commandement des colonels, comte de Caulaincourt en 1778, marquis de Gayon en 1780, comte d'Aunay de Rosambo en 1784, marquis de Vassan en 1786, comte de Lanjamet en 1788.
- Régiment de Sancy (1600-1601) 

Ce régiment est levé le 3 avril 1600, par Nicolas de Harlay de Sancy. Il participe à la guerre franco-savoyarde et est licencié le 17 janvier 1601 après le traité de Lyon.
- Régiment de Sancy (1616-1624)

Ce régiment est levé 13 novembre 1616 par N. baron de Sancy. Il sert en Savoie et est réformé le 1er décembre 1616. Rétabli le 13 août 1624 dans l'armée de Lesdiguières, dans le cadre de la première guerre Géno-Savoyarde le régiment est détruit au siège de Gavi la même année.
- Régiment de Sanguin

Le régiment est levé le 6 février 1701 par Paul-Hippolyte Sanguin, chevalier de Livry,. Engagé dans la guerre de Succession d'Espagne, il sert dans l'armée de Flandre. Il prend le nom de régiment de Courrières après avoir été donné en 1702 à N. de Courrières.
- Régiment de Santa-Fior 

Le régiment italien est levé, le 21 janvier 1569, par Mario de Santa-Fior, neveu du Pape Pie V, dans le cadre de la troisième guerre de Religion. En 1569, il se trouve aux sièges et batailles de Châtellerault de Moncontour et de Saint-Jean-d'Angély. Il est licencié le 20 mars 1570, sauf 3 compagnies.
- Régiment de Santena 

Ce régiment piémontais est levé le 24 octobre 1688 par le comte de Santena. Dans le cadre de la guerre de la Ligue d'Augsbourg, il sert sur les côtes. Il prend le nom de régiment de Lamar après avoir été donné le 25 mars 1691 à Claude, chevalier de Lamar.
- Régiment de Santerre

Le régiment est créé sous ce titre, le 4 octobre 1692, et donné à Louis-François-Henri Colbert, chevalier de Croissy. Dans le cadre de la guerre de la Ligue d'Augsbourg il sert à l'armée de Flandre en 1693, et se trouve à la prise d'Huy, à la bataille de Neerwinden, et au siège de Charleroi en 1693 puis il rejoint l'armée de la Meuse en 1695 et fait les campagnes de 1696 et 1697 en Flandre. Engagé dans la guerre de Succession d'Espagne il rejoint l'armée de Flandre en 1701 et se couvre de gloire à la défense de Kaiserswerth en 1702, puis il participe aux sièges de Brisach et de Landau, et à la bataille du Speyerbach en 1703, puis il passe à l'armée de Bavière, et assiste à la bataille d'Höchstädt en 1704 durant laquelle il y est fait presque tout entier prisonnier. Donné en 1704 à N. de Cetséans, il rejoint l'armée du Rhin en 1705, se trouve à la prise de Drusenheim et de l'île de Marquisat en 1706. Il est donné le 1er décembre 1708 à Michel-Jean-Baptiste Charron, marquis de Conflans-Ménars avec lequel il fait les campagnes de 1709 à 1712 en Flandre et participe à la bataille de Malplaquet en 1709, à la bataille d'Arleux en 1711, et aux sièges de Douai, du Quesnoy et de Bouchain en 1712. Il est donné le 1er février 1719 à N. marquis de Ménars, et le 12 juillet 1723 à Jean-Baptiste-Louis de Clermont d'Amboise, marquis de Resnel. Dans le cadre de la guerre de Succession de Pologne, il rejoint l'armée d'Allemagne en 1733 et assiste au siège de Kelh en 1733, à la bataille d'Ettlingen, et au siège de Philippsbourg en 1734. Il est donné le 16 avril 1738 à François-Marie, marquis de Pérusse d'Escars. Lors de la guerre de Succession d'Autriche, il est affecté à l'armée de Westphalie en 1741, et est envoyé au secours de Braunau et d'Egra en 1742, puis il rejoint l'armée de Bavière en 1743, l'armée des Alpes en 1744, participe à la conquête de la Savoie et du comté de Nice en 1744, à l'occupation des places du Piémont et à la combat de Rivaronne en 1745 et mis en garnison à Casal, où il est fait prisonnier en 1746. Echangé en 1747, il se trouve ensuite à la bataille du col de l'Assiette. Donné en janvier 1749 à N. de Roussel d'Espourdon, il est incorporé le 10 février 1749, la compagnie des grenadiers dans le régiment des Grenadiers de France et le reste dans le régiment de Béarn. Les cinq drapeaux d'ordonnance du « régiment de Santerre » étaient vert et feuillemorte dans chaque carré, ces couleurs séparées par une diagonale dentelée. Habit complet gris-blanc, parements bleus, boutons et galon d'or.

Régiment de Santerre
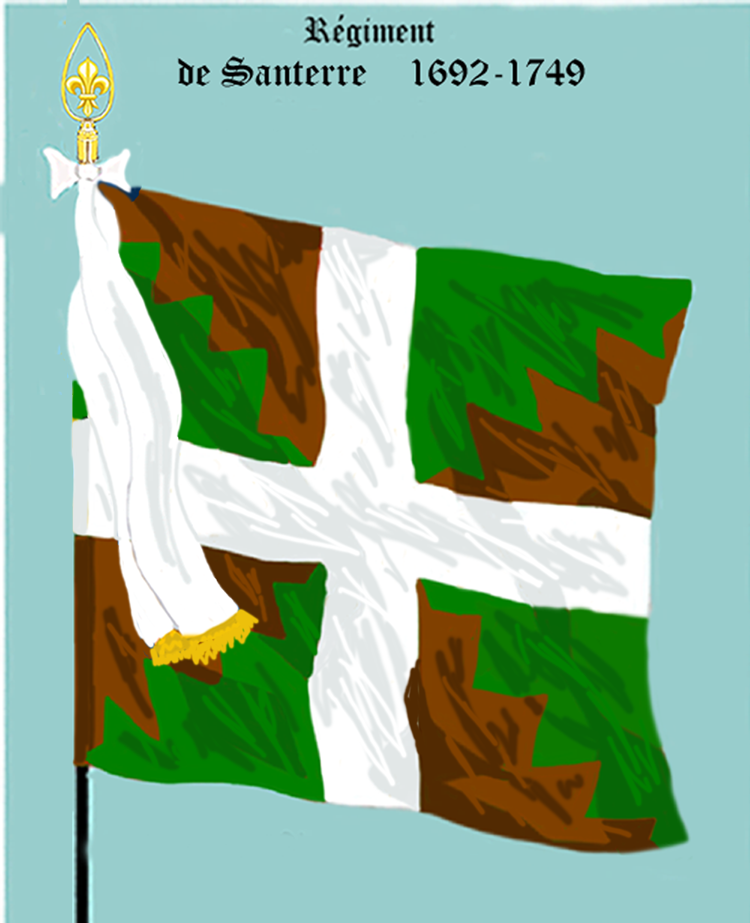
de 1692 à 1749

- Régiment de Santillon 

C'est un régiment ligueur, formé en janvier 1589, dans le cadre de la huitième guerre de Religion, par N. Santillon. En 1589, il participe à la défense de Paris et son régiment est licencié la même année.
- Régiment de Sanzay (1695-1698)

Le régiment est levé le 18 novembre 1695 par Lancelot de Turpin de Crissé, comte de Sanzay. Engagé dans la guerre de la Ligue d'Augsbourg, il est envoyé à l'armée de la Meuse en 1696 et à l'armée de Flandre en 1697. Il est incorporé le 30 décembre 1698, après le traité de Ryswick, dans le régiment de Toulouse.
- Régiment de Sanzay (1702-1703)

Le régiment est levé le 25 juillet 1702 par Lancelot de Turpin de Crissé, comte de Sanzay. Engagé dans la guerre de Succession d'Espagne, il sert dans l'armée de Flandre. Il prend le nom de régiment de Sourches (1703-1706) après avoir été donné le 17 octobre 1703 à N. du Bouchet, chevalier de Sourches.
- Régiment de Sanzay (1703-1716)

C'est l'ancien régiment de Tessé (1689-1703), qui donné le 17 octobre 1703, à Lancelot de Turpin de Crissé, comte de Sanzay est renommé « régiment de Sanzay ». Engagé dans la guerre de Succession d'Espagne Il rejoint l'armée d'Italie en 1704 et participe à aux prises de Suze et d'Aoste en 1704, au siège de Verrue et à la bataille de Cassano en 1705, au siège et bataille de Turin en 1706, à la défense de Toulon en 1707 rejoint l'armée de Dauphiné de 1708 à 1712 puis il passe en Espagne et se porte au de Gérone (ca) en 1712, et au siège de Barcelone en 1714. Il prend le nom de régiment d'Olonne après avoir été donné le 24 septembre 1716 à Charles-Paul Sigismond de Montmorency-Luxembourg, duc d'Olonne.

Régiment de Sanzay
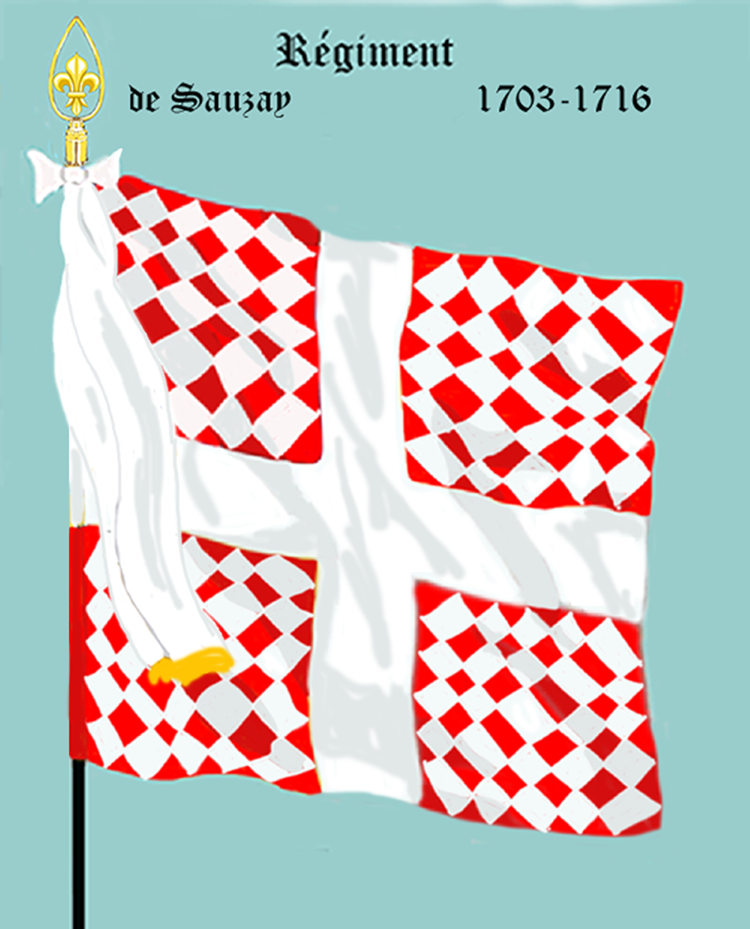
de 1703 à 1716

- Régiment de Sarlabous (1561-1563)

Le régiment est formé en 1561, à Orléans avec douze enseignes des vieilles bandes de Picardie, par Corbeyran de Cardaillac, seigneur de Sarlabous. Dans le cadre de la première guerre de Religion il participe en 1562 au siège de Rouen et à la bataille de Dreux et l'année suivante aux Sièges d'Orléans et du Havre alors occupée par les Anglais. Le régiment est cassé le 1er août 1563, après la paix d'Amboise, mais leur colonel devenu gouverneur de cette ville permet à six enseignes d'y rester en garnison.
- Régiment de Sarlabous (1562-1569)

Le régiment est formé en Guyenne, par ordre du 14 août 1562, à Raymond de Cardaillac, seigneur de Sarlabous dans le cadre de la première guerre de Religion. Après avoir participé au siège de Rouen et à la bataille de Dreux en 1562, il est envoyé en Languedoc après cette bataille et est cassé 19 mars 1563, après la paix d'Amboise. Rétabli le 28 septembre 1567 pour la troisième guerre de Religion il sert en Languedoc et est incorporé en 1569 dans le Régiment de Sarlabous (1569-1570), ci-dessous.
- Régiment de Sarlabous (1569-1570)

C'est l'ancien régiment de Rieux, qui donné en 1569, par Raymond de Cardaillac, seigneur de Sarlabous est renommé « régiment de Sarlabous ». Dans le cadre de la troisième guerre de Religion, le régiment assiste, en 1569, à la bataille de Moncontour et au siège de Saint-Jean d'Angély. Passé en Languedoc en 1570, le régiment est cassé le 8 août 1570 à la paix de Saint-Germain-en-Laye.
- Régiment de Sarliac

Le régiment est levé, en mai 1585, par N. de Sarliac, dans le cadre de la huitième guerre de Religion. Il sert en Guyenne sous les ordres de Charles duc de Mayenne et de Jacques duc de Matignon puis est licencié la même année.
- Régiment de Sarried

Ce régiment est levé en 1572 par Dominique de Vic de Sarried pour la quatrième guerre de Religion. Le régiment est licencié le 24 juin 1573. Rétabli en 1585, dans le cadre de la huitième guerre de Religion, il sert en Guyenne puis est licencié à la fin de la campagne.
- Régiment de Sarrieu

Le régiment est organisé 29 mai 1569, avec une fraction du régiment de Strozzi avec à sa tête Roger de Sarrieu. Il prend le nom de régiment de Saint-Luc après avoir été donné en 1578 à François d'Espinay de Saint-Luc.
- Régiment de Saucourt

Le régiment est levé le 20 mars 1635 par N. de Saucourt, dans le cadre de la guerre de Trente Ans. Affecté à l'armée de Picardie, il se trouve à la bataille d'Avein en 1635. Il est licencié le 22 juin 1636.
- Régiment de Sault

C'est l'ancien régiment de Créquy, qui est renommé « régiment de Sault » en 1605. Le 14 novembre 1691 trois compagnies sont tirées du « régiment de Sault » pour former le régiment de Chartres. Le 18 novembre 1698 le bataillon de Vinet du « régiment de Sault » forme le régiment de Sourches (1695-1698). Il prend le nom de régiment de Tessé en 1703.
- Régiment de Sauveboeuf (1615-1616)

Ce régiment est levé le 30 octobre 1615, par Jean de Ferrières, baron de Sauveboeuf. Il est licencié le 6 mai 1616 à la paix de Loudun.
- Régiment de Sauveboeuf (1637-1649)

Ce régiment est levé le 5 août 1637, par Antoine Charles de Ferrières, marquis de Sauveboeuf dans le cadre de la guerre de Trente Ans. Il est envoyé au siège de Damvilliers en 1637, aux sièges d'Arbois et de Brisach en 1638, aux sièges de Pontarlier et de Thann en 1639, au secours de Bingen en 1640, à la bataille de Wolfenbüttel en 1641 à la bataille de Kampen (en), secours de Leipzig en 1642, aux sièges de Thionville et de Rothweil en 1643 à la bataille de Fribourg, et à la conquête du Palatinat en 1644 aux batailles de Mariendhal et de Nordlingen en 1645, au siège d'Augsbourg en 1646 à la prise de Virton en 1647, au siège de Worms et combat de Zusmarhausen en 1648. Il est licencié en 1649.
- Régiment de Savigny

Le régiment est levé le 3 septembre 1702 par N. de Savigny. Engagé dans la guerre de Succession d'Espagne, il sert dans l'armée du Rhin en 1703 et participe à la défense de Landau en 1704. Il prend le nom de régiment de Boisset de Geaix après avoir été donné en 1708 à N. de Boisset de Geaix.
- Régiment de Savines

Le régument est levé le 13 août 1624 par N. de Savines dans le cadre de la guerre d'Italie. Il rejoint l'armée de Lesdiguières et participe aux sièges de Novi, de Gavi et Verrue. Il est licencié en mai 1626.
- Régiment de Savoie (1674-1679) 

Ce régiment savoisien est passé au service de la France le 26 novembre 1674 dans le cadre de la guerre de Hollande. Affecté à l'armée de Flandre, il participe aux sièges de Valenciennes et de Cambrai en 1677, aux sièges d'Ypres et de Gand, et à la bataille de Saint-Denis en 1678. Il est licencié le 11 janvier 1679. Les sergents et soldats italiens du régiment permettent de former le régiment de Saint-Laurent.
- Régiment de Savoie (1688-1690) 

Ce régiment savoisien est admis le 24 octobre 1688 au service de France. Engagé dans la guerre de la Ligue d'Augsbourg il rejoint l'armée de Flandre en 1689. Le 26 septembre 1690, il prend le titre de régiment Royal-Savoie, après la défection du duc de Savoie Victor-Amédée.

Régiment de Savoie-Carignan
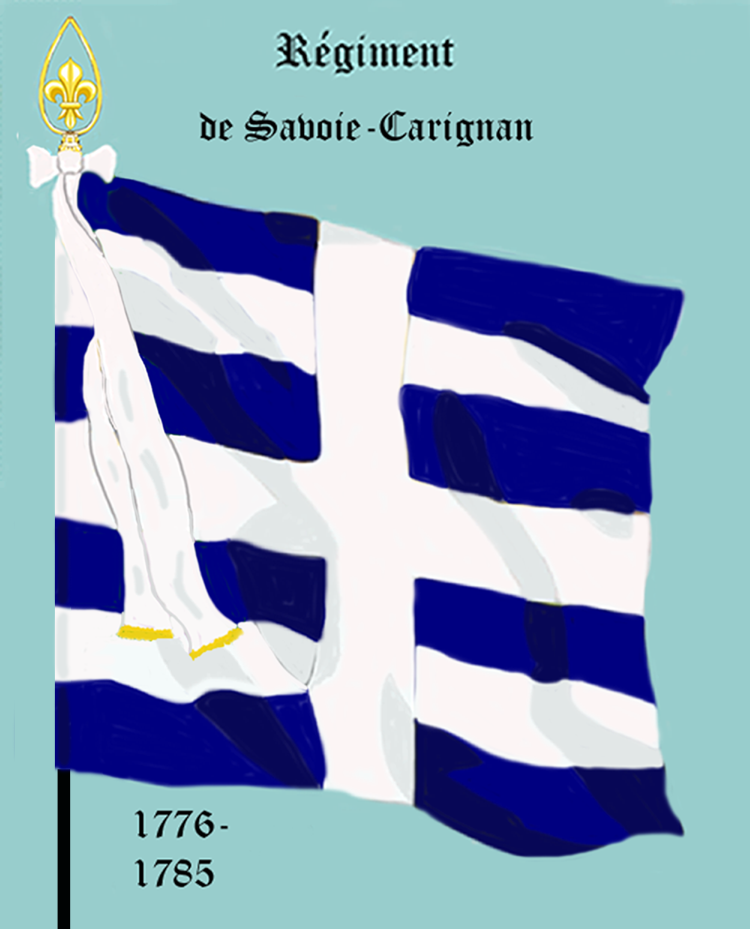
régiment de Savoie-Carignan de 1775 à 1785

Le « régiment de Savoie-Carignan » est formé sous ce titre, par ordonnance royale du 26 avril 1775, avec les 2e et 4e bataillons du régiment de Touraine. Par ordonnance du 30 janvier 1778, une compagnie du régiment forme le régiment des grenadiers royaux de la Bretagne. Il prend le titre de régiment d'Angoulême le 20 novembre 1785.
- Régiment de Savoie-Carignan
- régiment de Savoie-Carignan de 1775 à 1785

- Régiment de Saxe 

C'est l'ancien régiment de Sparre (1716-1720), qui est renommé « régiment de Saxe » en 1720 et qui prend le nom de régiment de Beintheim en 1750.

Régiment de Saxe
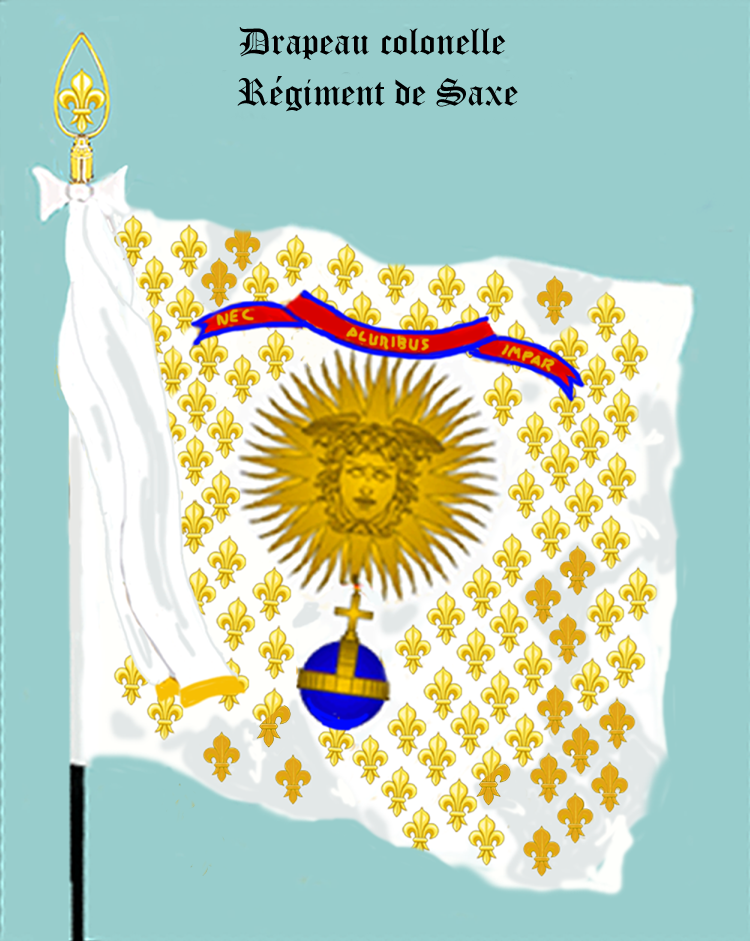
drapeau colonel
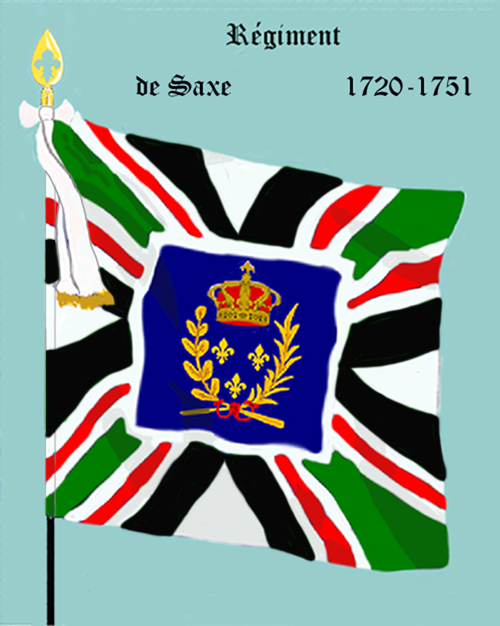
de 1720 à 1751

- Régiment de Sceaux

C'est l'ancien régiment de Larray, qui est renommé « régiment de Sceaux » le 24 août 1688 et qui prend le nom de régiment de Blainville le 6 septembre 1689.
- Régiment de Scépeaux

C'est l'ancien régiment d'Assigny, qui est renommé « régiment de Scépeaux » après avoir été donné en 1708 à N. de Beaupréau, marquis de Scépeaux. Engagé dans la guerre de Succession d'Espagne il est licencié en 1712.
- Régiment de Schack 

C'est l'ancien régiment de Kolhass, qui est renommé « régiment de Schack » le 12 mars 1649 après avoir été donné à N. comte de Schack. Il sert en Flandre puis il prend le nom de régiment de Broglio après avoir été donné le 27 février 1654 à François-Marie, comte de Broglio.
- Régiment de Schawenstein (1557-1557) 

Ce régiment suisse des Grisons qui est levé en 1557, pour la onzième guerre d'Italie, par Rodolphe de Schawenstein, pour l'armée de Picardie, est renvoyé la même année.
- Régiment de Schawenstein (1589-1589) 

Ce régiment suisse des Grisons est appelé le 15 avril 1589 et commandé par Rodolphe de Schawenstein, pour la huitième guerre de Religion, par Rodolphe de Schawenstein. Le régiment sert en Savoie. Le colonel meurt et a pour successeur Hartmann, de Hartmanis qui donne son nom au régiment.
- Régiment de Schawenstein (1622-1625) 

Ce régiment suisse des Grisons est levé en octobre 1623 par Rodolphe de Schawenstein. Il sert en Valteline puis il passe en 1625 sous le commandement d'Antoine de Molina dont il prend le nom.
- Régiment de Schellemberg 

C'est l'ancien régiment de Polier, qui prend le nom de « régiment de Schellemberg » le 6 novembre 1690 après avoir été donné à Jacques de Schellemberg. Engagé dans la guerre de la Ligue d'Augsbourg, Il participe au siège de Mons en 1691, au siège de Namur en 1692, à la bataille de Neerwinden, et au siège de Charleroi en 1693, puis il rejoint l'armée de Roussillon en 1694 avec laquelle il se trouve à la bataille du Ter, aux prises de Palamos, de Gérone (ca), d'Ostalrich et de Castelfollit en 1694, à la bataille d'Ostalrich en 1696, et au siège de Barcelone en 1697. Il est licencié le 18 juin 1698.
- Régiment de Schmidberg (1635-1651) 

Ce régiment allemand est levé le 19 janvier 1635 par Louis de Schmidberg, pour participer à la guerre de Trente Ans. Affecté à l'armée d'Allemagne, il se trouve cette année là à la prise de Bingen, au secours de Mayence puis en 1636 aux prises de Blamont, de Belfort et de Rambervillers. En 1637 il participe aux sièges de Landrecies, de Maubeuge et de La Capelle, en 1638 il assiste à la prise de Brisach, en 1639 il coopère aux prises de Pontarlier, de Thann et de Kreutznach, en 1640 au siège d'Arras, en 1641 aux combats de Weissenfels et de Wolfenbùttel et en 1642 au siège d'Ordingen, au combat de Kampen (en) et au secours de Leipzig. Donné à Jacques de Borelli de Roqueservières, en 1643, il devient le |régiment de Roqueservières. Rendu à Louis de Schmidberg le 10 novembre 1644 après la mort Jacques de Borelli de Roqueservières, il est mis en garnison à Landau et est licencié le 25 mai 1651. Le 10 novembre 1644 il reçoit le renfort du régiment de Schmidberg (1643-1644).
- Régiment de Schmidberg (1643-1644) 

Ce régiment allemand est levé le 26 décembre 1643 par Louis de Schmidberg, pour participer à la guerre de Trente Ans. Il participe à la bataille de Fribourg et à la conquête du Palatinat en 1644. Il est incorporé le 10 novembre 1644 avec le régiment de Roqueservières dans le régiment de Schmidberg (1635-1651).
- Régiment de Schmidt 

Ce régiment suisse est levé le 8 juillet 1635 par N. Schmidt de Zurich dans le cadre de la guerre de Trente Ans. Il sert en Valteline et il est licencié en 1637.
- Régiment de Schombeck 

Ce régiment allemand, sous le commandement du colonel N. Schombeck, est admis au service de la France en juillet 1638, dans le cadre de la guerre de Trente Ans. Affecté à l'armée d'Allemagne, il se trouve à la bataille de Fribourg en 1644 et il est licencié le 2 octobre 1648.
- Régiment de Schomberg (1589-1601) 

Ce régiment allemand est amené, en France, en juillet 1589 par Théodoric de Schomberg, dans le cadre de la huitième guerre de Religion. En 1589 il est engagé dans la bataille d'Arques et dans celle d'Ivry en 1590. La veille de cette journée, Théodoric de Schomberg demande à Henri IV de l'argent pour ses lansquenets. Le roi le maltraite, alléguant que ce n'est pas le fait d'un homme d'honneur de demander de l'argent quand il faut prendre les ordres pour combattre. Le lendemain, Henri l'aperçoit dans les rangs et lui dit : « Colonel, nous voici dans l'occasion, il se peut faire que j'y demeurerai ; il n'est pas juste que j'emporte l'honneur d'un brave gentilhomme comme vous. Je déclare donc que je vous reconnais pour un homme de bien, et incapable de faire aucune lâcheté »; et il l'embrasse. Le colonel, ému jusqu'aux larmes, lui promet de se faire tuer et lient parole. Il est remplacé par Gaspard de Schomberg. Le régiment participe ensuite au siége de Rouen en 1591 et 1592 et est congédié le 6 mai 1598 après la paix de Vervins. Il est rappelé en 1600 pour la guerre de Savoie, sous les ordres de Henri, marquis de Schomberg et est licencié en 1601.
- Régiment de Schomberg (1617-1623) 

Ce régiment allemand est levé le 31 janvier 1617, sur le pied de 4 000 hommes, par Henry marquis de Schomberg. Congédié le 1er mai 1617, il est rappelé le 26 février 1619 et sert sous Lesdiguières puis il est congédié le 2 juin 1619. Rétabli le 10 mars 1622 par Charles de Schomberg, duc d'Halwin, dans le cadre des rébellions huguenotes, le régiment participe au siège de Montpellier et est licencié le 14 février 1623.
- Régiment de Schomberg (1658-1660) 

Ce régiment allemand est levé le 26 janvier 1658 par Frédéric-Armand, comte de Schomberg, dans le cadre de la guerre franco-espagnole. Il participe au siège de Dunkerque et à la bataille des Dunes en 1658 puis il est licencié le 24 octobre 1660.
- Régiment de Schomberg (1674-1681)

Ce régiment est levé le 15 novembre 1674 par Frédéric-Armand, comte de Schomberg. Il prend le nom de régiment de Larray le 4 janvier 1681.
- Régiment de Schonau 

C'est l'ancien régiment d'Eptingen, qui est renommé « régiment de Schonau » après avoir été donné le 22 juin 1783 François-Xavier, baron de Schonau et chevalier de Malte. Il prend le nom de régiment de Reinach le 22 juillet 1786 après avoir été donné à François Sigismond Philippe, baron de Reinach-Steinbrunn.

Régiment de Schonau
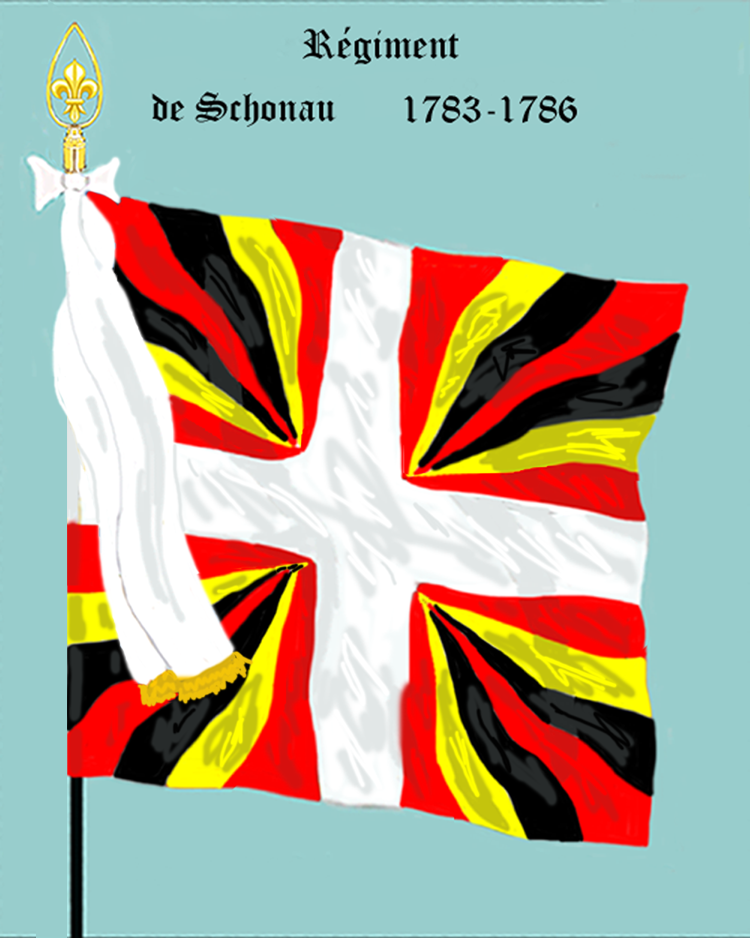
de 1783 à 1786

- Régiment de Schorno 

Ce régiment suisse est amené le 22 mars 1570, dans le cadre de la troisième guerre de Religion, par Christophe Schorno, de Schweitz. Il est congédié le 8 août 1570 à la paix de Saint-Germain-en-Laye.
- Régiment de Scudéry

Ce régiment est levé le 27 mars 1630, par Georges de Scudéry, dans le cadre de la guerre de Succession de Mantoue. Il participe à la conquête de la Savoie puis il est réformé après le traité de Cherasco en 1631.
- Régiment de Schulemberg

C'est l'autre nom du régiment de Montdejeu (1630-1640)
- Régiment de Sebbeville

C'est l'ancien régiment de Kergroades, qui est renommé « régiment de Sebbeville » après avoir été donné le 27 mars 1708 à Toussaint-François Cadot, chevalier de Sebbeville. Engagé dans la guerre de Succession d'Espagne il est incorporé le 19 janvier 1714 dans le régiment de Touraine.
- Régiment de Seedorf 

C'est l'ancien régiment de Brendlé, qui est renommé « régiment de Seedorf » le 13 avril 1738 et qui prend le nom de régiment de Boccard le 5 mars 1752.

Régiment de Seedorf
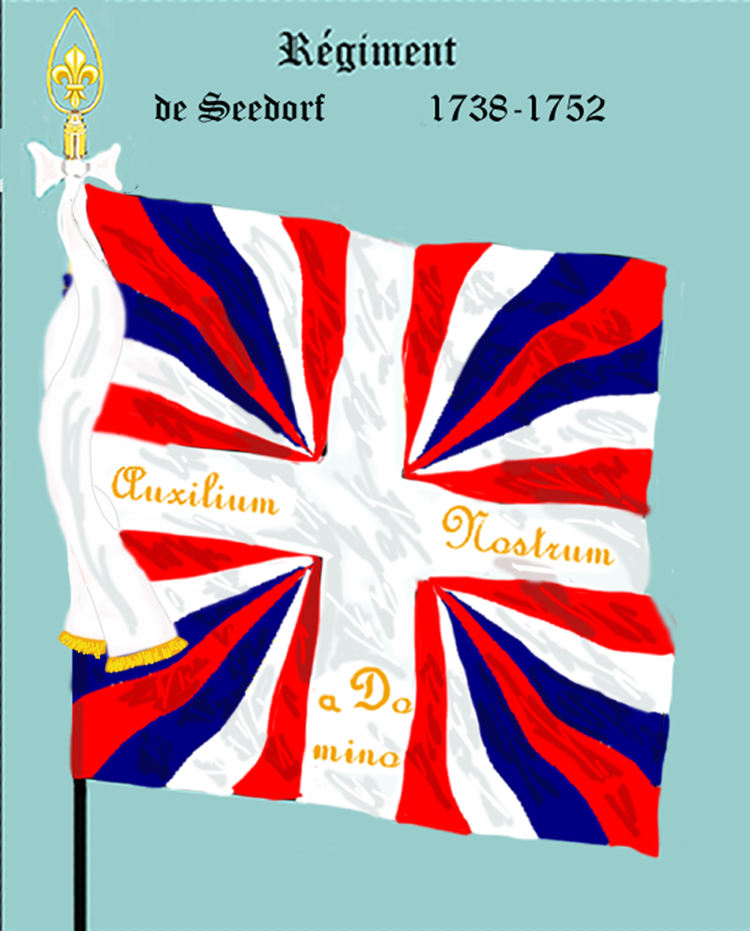
de 1738 à 1752

- Régiment de Ségur (1705-1709)

Ce régiment est levé 15 décembre 1705 par Henri Joseph de Ségur, qui le cède, le 6 octobre 1706, à son fils Henri François, comte de Ségur. Engagé dans la guerre de Succession d'Espagne, il est mis en garnison à Puycerda. Il prend le nom de régiment de Danois après avoir été donné en septembre 1709 à François-Louis de Cernay, comte de Danois.
- Régiment de Ségur (1743-1745)

C'est l'ancien régiment de Chaillou, qui est renommé « régiment de Ségur » le 22 août 1743 et qui prend le nom de régiment de Gensac (1745-1748) le 1er décembre 1745.

Régiment de Ségur (1743-1745)
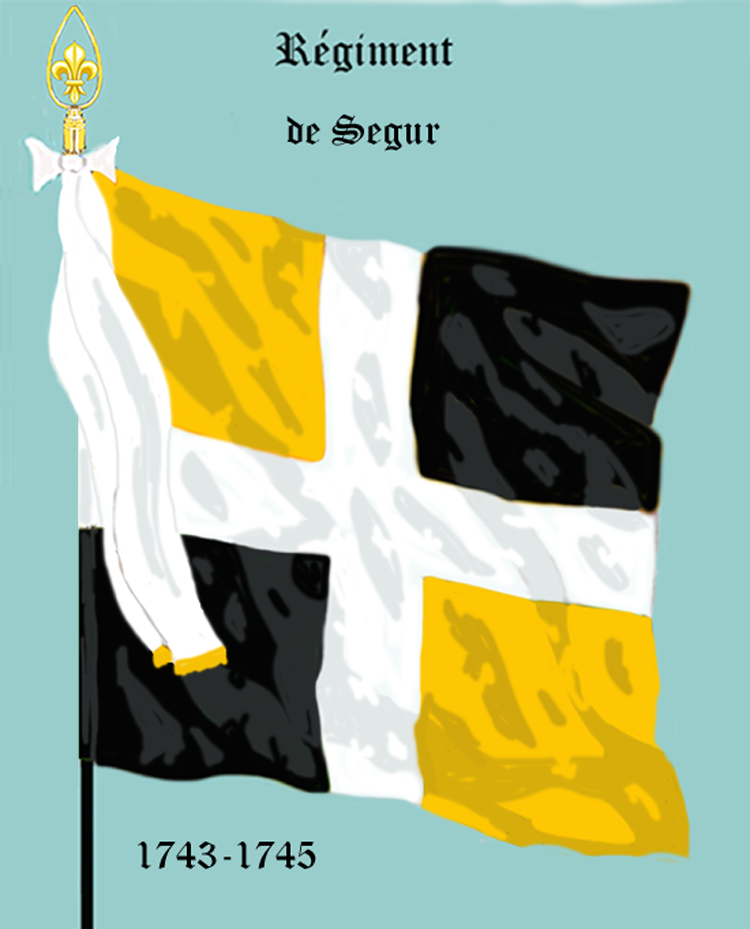
de 1743 à 1745

Régiment de Ségur (1745-1749)
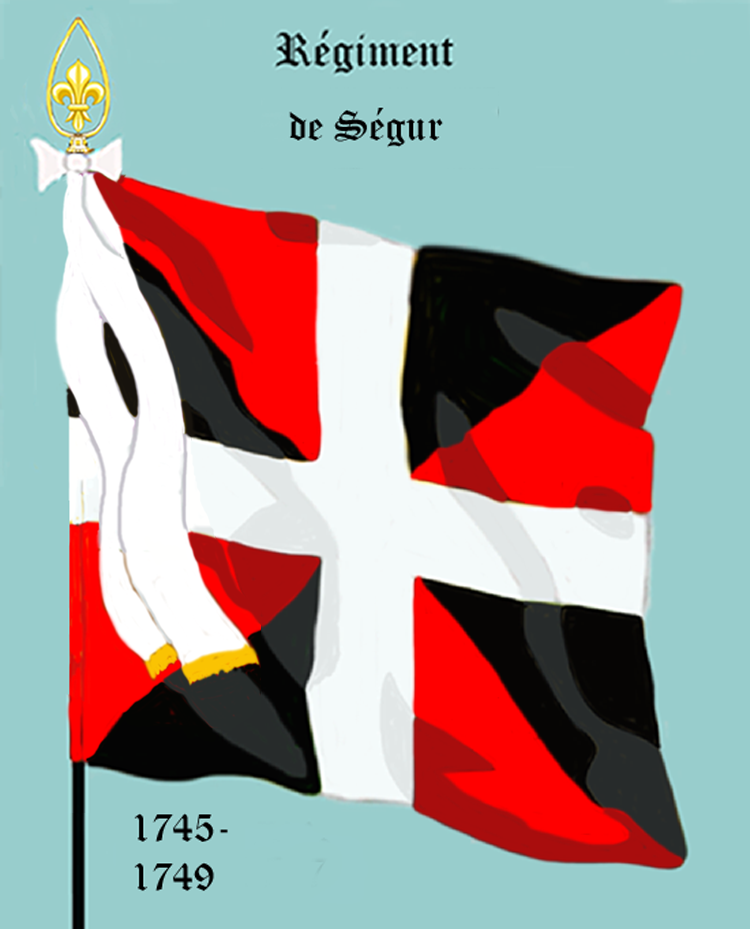
de 1745 à 1749

C'est l'ancien régiment de Lauragais, qui est renommé « régiment de Ségur » le 1er décembre 1745 et qui prend le nom de régiment de Briqueville le 25 août 1749.
- Régiment de Ségur (1745-1749)
- de 1745 à 1749

- Régiment de Sénantes

Ce régiment est levé le 6 mars 1636 par N. de Sénantes, dans le cadre de la guerre de Trente Ans. Affecté à l'armée d'Italie, il combat à Buffalora (it) en 1636, puis au secours de Verceil en 1638. Passé le 20 janvier 1639 au service de la Savoie, il est licencié le 21 janvier 1644.
- Régiment de Sénégas 

C'est un régiment protestant, formé en septembre 1568, dans le cadre de la troisième guerre de Religion, par N. de Sénégas. Le régiment sert dans le Béarn et participe à la prise d'Orthez en 1569. Il est licencié le 8 août 1570 à la paix de Saint-Germain-en-Laye.
- Régiment de Senister 

Ce régiment catalan est levé le 6 janvier 1647 par N. de Senister dans le cadre de la guerre franco-espagnole. Il participe au siège de Lérida en 1647. Il prend le nom de régiment de Moustaros après avoir été donné en 1649 à N. de Moustaros.
- Régiment de Senlis

C'est un régiment provincial qui est créé par ordonnance du 4 août 1771, en remplacement des milices provinciales. Ce régiment est formé des bataillons de Senlis et de Saint-Denis sous le commandement du comte de Chevigné. Le régiment est supprimé par ordonnance du 15 décembre 1775 qui fait disparaître les troupes provinciales.
- Régiment de Sennectère (1622-1623) ègalement appelé régiment de Senneterre et régiment de Saint-Nectaire

Le régiment est levé le 3 mars 1622 par Gabriel chevalier de Sennectère pour participer à la répression de la première rébellion huguenote. Il se trouve au blocus de La Rochelle puis il est licencié le 14 février 1623 après la paix de Montpellier.
- Régiment de Sennectère (1705-1714) ègalement appelé régiment de Senneterre et régiment de Saint-Nectaire

C'est l'ancien régiment de Laval (1702-1705), qui est renommé « régiment de Sennectère » après avoir été donné en 1705 à Jean Charles de La Ferté, marquis de Sennectère. Engagé dans la guerre de Succession d'Espagne il sert dans l'armée du Rhin et se trouve à l'attaque des lignes de Wissembourg en 1705, puis il passe en Flandre en 1706 et participe à la défense de Saint-Venant en 1710 et à la défense de Bouchain en 1711 ou il y est fait prisonnier. Echangé en 1713, il est licencié le 12 novembre 1714 après la paix.
- Régiment de Sennectère (1734-1739) ègalement appelé régiment de Senneterre et régiment de Saint-Nectaire

C'est l'ancien régiment de Tessé (1731-1734), qui est renommé « régiment de Sennectère » le 21 août 1734 et qui prend le nom de régiment de Chaillou le 12 mars 1739.
- Régiment de Sens

C'est un régiment provincial qui est créé par ordonnance du 4 août 1771, en remplacement des milices provinciales. Ce régiment est formé des bataillons de Joigny et de Provins sous le commandement du comte d'Ailly. Le régiment est supprimé par ordonnance du 15 décembre 1775 qui fait disparaître les troupes provinciales.
- Régiment de Sérignan

Ce régiment est levé le 20 mars 1635 par Guillaume Delort de Sérignan dans le cadre de la guerre franco-espagnole. Il sert en Guyenne puis collabore au siège de Fontarabie, en 1638 avant de passer en Roussillon et de participer aux sièges d'Estagel et de Salces en 1639, et à la défense de Barcelone en 1640 avant de passer en Piémont, en prenant par au combat de Turin. En 1641 il retourne à l'armée de Catalogne avec laquelle il se trouve au siège de Tarragone (ca). Le régiment est incorporé en 1642 dans le régiment de La Marine.
- Régiment de Sérigny

Le régiment est levé le 13 août 1624 par N. de Sérigny dans le cadre de la guerre d'Italie. Il rejoint l'armée de Lesdiguières et participe aux sièges de Novi, de Gavi et Verrue. Il est licencié en mai 1626.
- Régiment de Sérillac

C'est l'ancien régiment de Saint-Luc (1578-1579), qui est renommé « régiment de Sérillac » en 1579, après avoir été donné en 1578 à Jean-François de Faudoas de Sérillac, et qui prend le titre de régiment de Picardie en 1585.
- Régiment de Serres

Le régiment est levé le 20 mars 1635 par Jean de Béon, comte de Serres, dans le cadre de la guerre de Trente Ans. Il sert en Alsace et dans la Valteline puis effectue la campagne de 1637 en Franche-Comté et participe à la prise deLunéville et de Brisach en 1638. Il est licencié en 1639.
- Régiment de Serville (1695-1698),

Ce régiment est levé le 16 décembre 1695 et formé le 23 décembre 1695 du bataillon de Beausire du régiment de Picardie, pour Guillaume Massol de Serville. Engagé dans la guerre de la Ligue d'Augsbourg, il sert dans l'armée de la Meuse. Il est réformé le 18 novembre 1698.
- Régiment de Serville (1703-1706)

C'est l'ancien régiment de Marignane, qui est renommé « régiment de Serville » en 1703 après avoir été donné à Guillaume de Massol de Serville. Engagé dans la guerre de Succession d'Espagne, il est licencié en 1706.
- Régiment de Sézanne

Ce régiment est créé le 20 décembre 1695 et formé le 23 décembre 1695 du bataillon de Nollet du régiment de Picardie, pour Louis-François d'Harcourt, comte de Sézanne. Engagé dans la guerre de la Ligue d'Augsbourg, il sert sur la Meuse et la Moselle. Il est incorporé le 30 décembre 1698 dans le régiment Royal-La Marine.
- Régiment de Siffredy

C'est l'ancien régiment de Louvignies (1702-1712), qui est renommé « régiment de Siffredy » le 16 avril 1712 après avoir été donné à N. de Siffredy. Engagé dans la guerre de Succession d'Espagne, il est licencié en 1714 après la paix.
- Régiment de Sillery

C'est l'ancien régiment de Catinat, qui est renommé « régiment de Sillery » le 24 mars 1701 après avoir été donné à Félix-François Bruslart, marquis de Sillery. Engagé dans la guerre de Succession d'Espagne, il est affecté à l'armée de Flandre et se trouve au siège de Nimègue en 1702, à la bataille d'Ekeren, et au siège de Brisach en 1703 puis il rejoint l'armée d'Espagne de 1704 à 1714 avec laquelle il participe à la soumission des places du Portugal, et au siège de Gibraltar en 1704 et 1705, aux sièges de Barcelone et de Carthagène en 1706, et à la bataille d'Almansa, en 1707 durant laquelle le colonel y est tué. Il prend le nom de régiment de Châtelet-Lomond après avoir été donné en mai 1707 à Florent-Claude, marquis du Châtelet-Lomond.

Régiment de Sillery
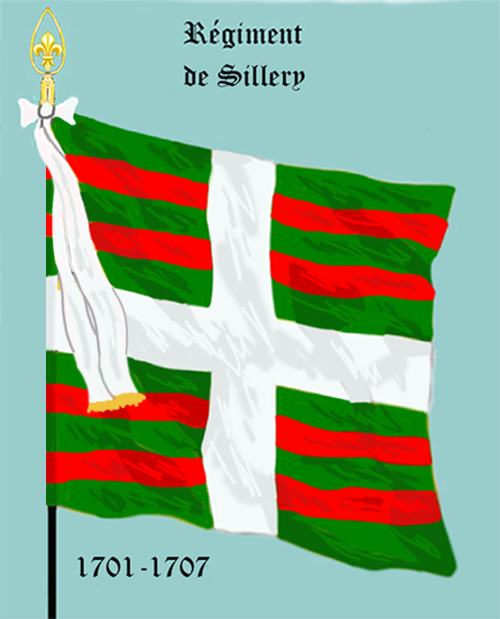
de 1701 à 1707

- Régiment de Silly (1657-1665)

C'est l'ancien régiment de Sainte-Mesme, qui est renommé « régiment de Silly » en 1657 et qui prend le nom de régiment de Castelnau en 1665.
- Régiment de Silly (1702-1705)

Ce régiment est levé le 7 mai 1702 par N. de Silly. Engagé dans la guerre de Succession d'Espagne il demeure toujours dans les garnisons de Flandre. Il prend le nom de régiment de Maillé (1705-1714) en 1705 après avoir été donné à N. de Maillé.
- Régiment de Siougeat (1695-1698)

Ce régiment est créé le 6 décembre 1695 et formé le 23 décembre 1695 du bataillon d'Espiffaudière du régiment de la Reine, pour Jean de Layser, marquis de Siougeat. Engagé dans la guerre de la Ligue d'Augsbourg, il sert à l'armée de la Meuse. Il est réformé le 18 novembre 1698.
- Régiment de Siougeat (1702-1706)

Ce régiment est levé le 7 janvier 1702 par Jean de Layser, marquis de Siougeat. Engagé dans la guerre de Succession d'Espagne, il est affecté à l'armée d'Italie, et se trouve aux sièges de Verceil, d'Ivrée et de Verrue en 1704 et à la bataille de Turin durant laquelle le régiment est détruit.
- Régiment de Sohé 

Ce régiment wallon passe le 1er février 1707 de la solde de l'Espagne à celle de France. Sous le commandement du colonel N. de Sohé, il est engagé dans la guerre de Succession d'Espagne et sert dans l'armée de Flandre. Il prend le nom de régiment de Mignons après avoir été donné en 1709 au colonel N. de Mignons.
- Régiment de Soissonnais (1684-1762)

Ce régiment est créé sous ce titre, le 19 septembre 1684, et donné à N. de Goyon-Grimaldi, duc de Valentinois. dans le cadre de la guerre de la Ligue d'Augsbourg, il est affecté à l'armée de Flandre, et se trouve à la bataille de Fleurus en 1690, au siège de Mons en 1691, siège de Namur, à la bataille de Steinkerque en 1692, à la bataille de Neerwinden, au siège de Charleroi en 1693 et il fait la campagne de 1695 sur le Rhin et les campagnes de 1696 et 1697 sur la Meuse. Donné le 14 avril 1696 à Charles d'Ambly, marquis de Chaumont, il est engagé dans la guerre de Succession d'Espagne et dirigé à l'armée d'Italie, avec laquelle il se trouve aux batailles de Carpi et de Chiari en 1701, à la bataille et prise de Luzzara en 1702, l'expédition du Tyrol en 1703, au sièges de Verceil, d'Ivrée et de Verrue en 1704 au siège de Chivasso, et à la bataille de Cassano, où le colonel est tué en 1705. Il est donné le 17 août 1705 à André-Jules, comte de Barville avec lequel il se trouve au siège de Turin, et à la bataille de Castiglione en 1706, et à la défense de la Provence en 1707 puis il rejoint l'armée de Dauphiné de 1708 à 1712 et participe aux sièges de Landau et de Fribourg en 1713. Il est donné en août 1716 au comte de Rioms et, la même année au marquis de Courtaumer, puis en 1725 au chevalier de Saulx-Tavannes, et le 2 février 1731 à Charles-François-Christian de Montmorency-Luxembourg, comte de Luxe, qui prendra le nom de prince de Tingry en janvier 1735. Durant la guerre de Succession de Pologne, il rejoint l'armée du Rhin, et participe au siège de Kehl en 1733, au siège de Philippsbourg en 1734, à la bataille de Clausen en 1735 et est donné le 16 avril 1738 à Guy-Marie de Lopriac de Coëtmadeuc, comte de Donges. Pendant la guerre de Succession d'Autriche, il rejoint l'armée de Flandre de 1742 à 1744 et est donné en juin 1744 à Guy-Louis de Lopriac, comte de Donges, fils du précédent avec lequel il participe aux sièges de Tournai, d'Audenarde, de Termonde et d'Ath en 1745 puis il passe en Provence à la fin de 1746 et se trouve au combat d'Exiles, durant laquelle le colonel est tué, en 1747. Il est alors donné le 19 septembre 1747 à Jean-Jacques, comte d'Esparbès de Lussan et sert sur les Alpes jusqu'à la paix. Donné 1er février 1749 à Jean-François, comte de Narbonne-Lara il se trouve durant guerre de Sept Ans, à l'expédition de Minorque 1756 puis il se trouve sur les côtes de Languedoc de 1757 à 1762. Il est licencié le 25 novembre 1762. Le régiment de Soissonnais avait trois drapeaux : ceux d'ordonnance étaient bleus, avec une barre diagonale jaune dans chaque carré. L'uniforme consistait en habit et culotte blancs; veste, collet et parements bleus; boutons jaunes; poches ordinaires garnies de cinq boudons; autant sur les manches; chapeau bordé d'or.

Régiment de Soissonnais (1684-1762)
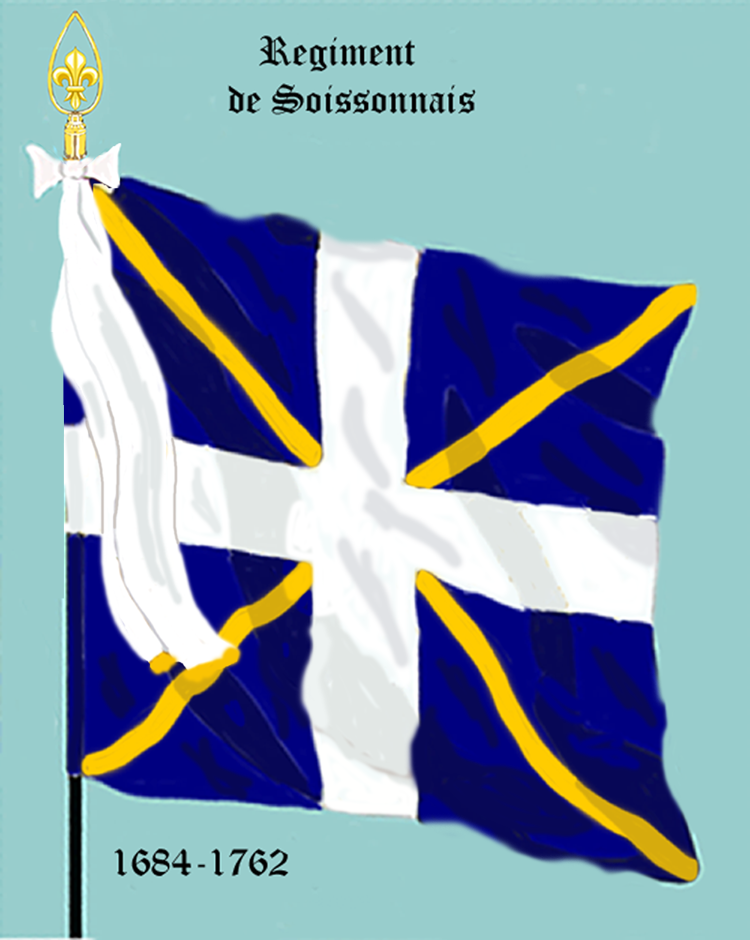
de 1684 à 1762

Régiment de Soissonnais
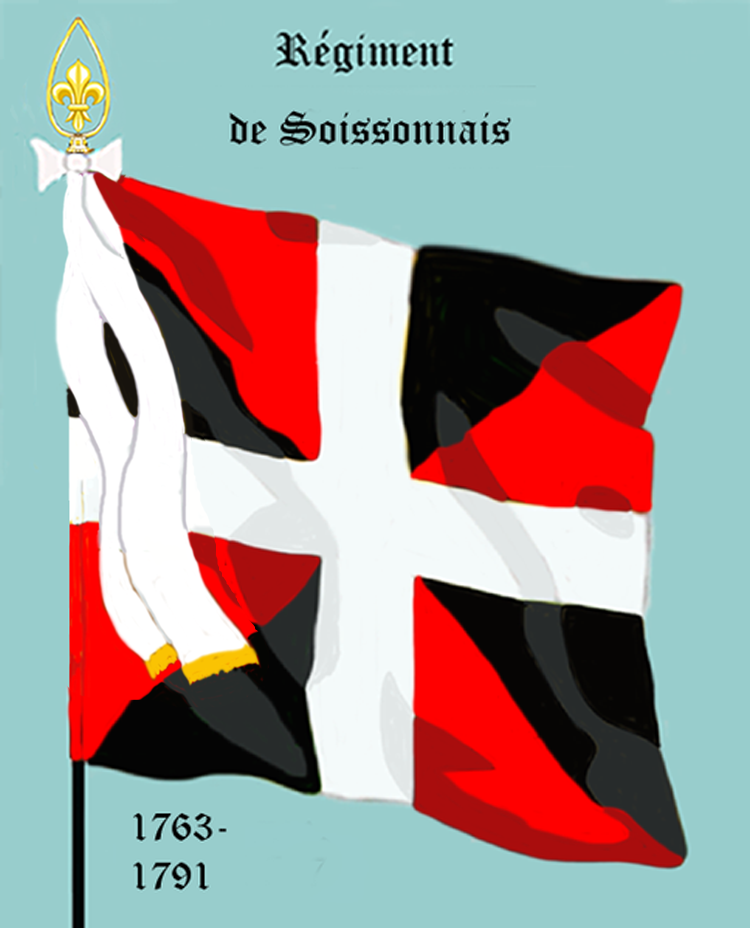
de 1762 à 1791

C'est l'ancien régiment de Briqueville, qui est renommé « régiment de Soissonnais » le 10 décembre 1762 et qui est devenu depuis la Révolution le 40e régiment d'infanterie de ligne.
- Régiment de Soissonnais
- de 1762 à 1791

- Régiment de Soissons (1590-1590)

Ce régiment est levé le 2 avril 1590, dans le cadre de la huitième guerre de Religion, par Charles de Bourbon, comte de Soissons. En 1590 le régiment participe au siège de Paris et est licencié la même année.
- Régiment de Soissons (1622-1630)

Le régiment est levé le 3 mars 1622 par Louis de Bourbon, comte de Soissons dans le cadre des rébellions huguenotes. En 1622, il participe au blocus de La Rochelle puis il est réformé le 14 février 1623 après la paix de Montpellier. Il est rétabli le 11 août 1627 pour participer à la répression de la troisième rébellion huguenote et se trouve au siège de la Rochelle. En 1628 le régiment est envoyé dans le Languedoc et participe aux sièges de Privas et d'Alès en 1629. Le régiment est licencié en 1630 après la paix d'Alès.
- Régiment de Soissons (1676-1690)

 :: C'est l'ancien régiment de Carignan-Sallières, qui prend le 18 juillet 1676, le nom de « régiment de Soissons » après avoir été donné à Louis-Thomas de Savoie, comte de Soissons. Au mois de décembre 1690, Louis XIV, mécontent du comte de Soissons, lui retire son régiment, et met celui-ci sur le pied ordinaire, en lui donnant le titre de la province de Perche, et devenant le régiment de Perche.
- Régiment de Soissons (1771-1775)

C'est un régiment provincial qui est créé par ordonnance du 4 août 1771, en remplacement des milices provinciales. Ce régiment est formé des bataillons de Soissons, de Laon et de Noyon sous le commandement du chevalier de La Noüe. Le régiment est supprimé par ordonnance du 15 décembre 1775 qui fait disparaître les troupes provinciales.
- Régiment de Soisy

Ce régiment est levé le 22 novembre 1695 par N. de Soisy. Engagé dans la guerre de la Ligue d'Augsbourg, il sert à l'armée de la Meuse. Il est réformé le 30 décembre 1698, après le traité de Ryswick.
- Régiment de Solre 

Ce régiment wallon est levé le 24 octobre 1688 par Philippe-Emmanuel-Ferdinand-François de Croÿ, comte de Solre dans le cadre de la guerre de la Ligue d'Augsbourg. Il rejoint l'armée de la Moselle en 1689 et 1690, l'armée de Flandre, avec laquelle il se trouve au siège de Mons en 1691, à la prise de Namur, et à la bataille de Steinkerque en 1692, à la bataille de Neerwinden, et au siège de Charleroi en 1693 puis il rejoint l'armée du Rhin en 1694 et l'armée de Catalogne en 1695. Il est donné le 22 janvier 1696 à Philippe-Alexandre-Emmanuel de Croÿ, comte de Solre, fils du précédent qui mène le régiment au secours de Palamos en 1696 et au siège de Barcelone en 1697. Engagé dans la guerre de Succession d'Espagne, il se trouve à l'armée d'Allemagne en 1701 puis il passe en Italie et participe à la bataille de Chiari cette même année, à la bataille de Luzzara en 1702, à l'expédition de Tyrol et à la prise d'Asti en 1703, aux sièges de Verceil, d'Ivrée et de Verrue en 1704, à la bataille de Cassano en 1705, à la bataille de Calcinato et siège de Turin en 1706 puis il rejoint l'armée de Flandre en 1707 et assiste à la bataille d'Audenarde en 1708. Il est donné le 20 mars 1709 à Albert François de Croÿ, chevalier de Croÿ-Solre, frère du précédent, et il est engagé dans la bataille de Malplaquet durant lequel le colonel y est tué, et est remplacé par Albert-François de Croÿ, comte de Beaufort qui devient alors le régiment de Beaufort en septembre 1709.

Régiment de Solre
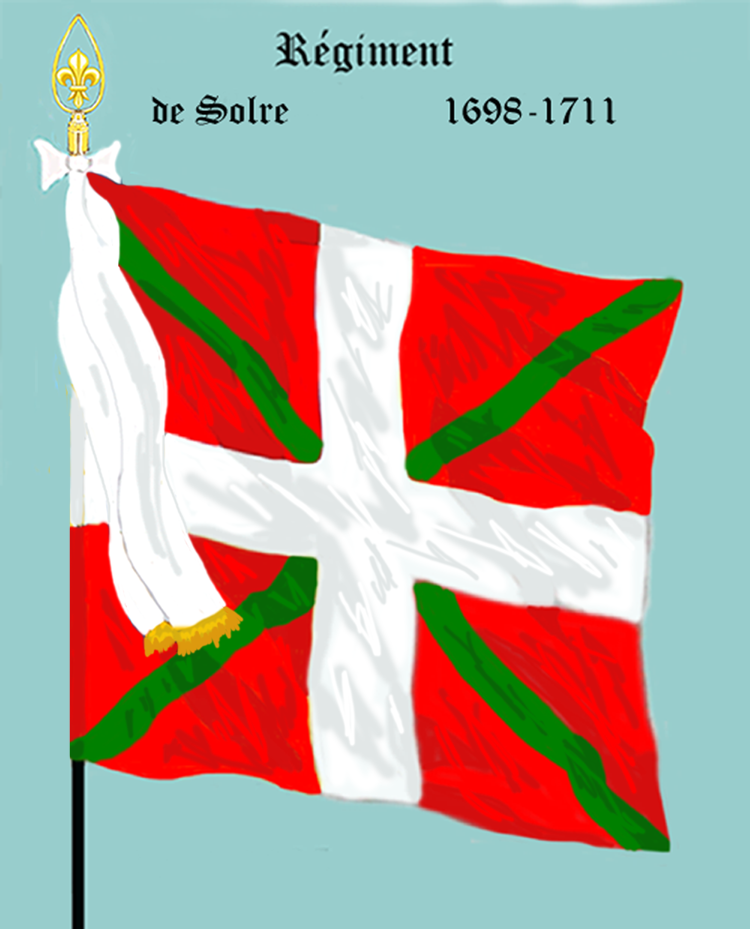
de 1688 à 1711

- Régiment de Sommerive

Le régiment est formé, par ordre du 28 septembre 1567 dans le cadre de la deuxième guerre de Religion, en Provence, par Claude de Savoie, comte de Sommerive. Passé en Poitou à la fin de 1568 il se trouve au siège de Châtelleraut en 1569 et est licencié le 8 août 1570 après la paix de Saint-Germain-en-Laye.
- Régiment de Sonnenberg 

C'est l'ancien régiment de Pfiffer (1763-1768), qui est renommé « régiment de Sonnenberg » le 26 décembre 1768 et qui est devenu depuis la Révolution le 65e régiment d'infanterie de ligne.

Régiment de Sonnenberg
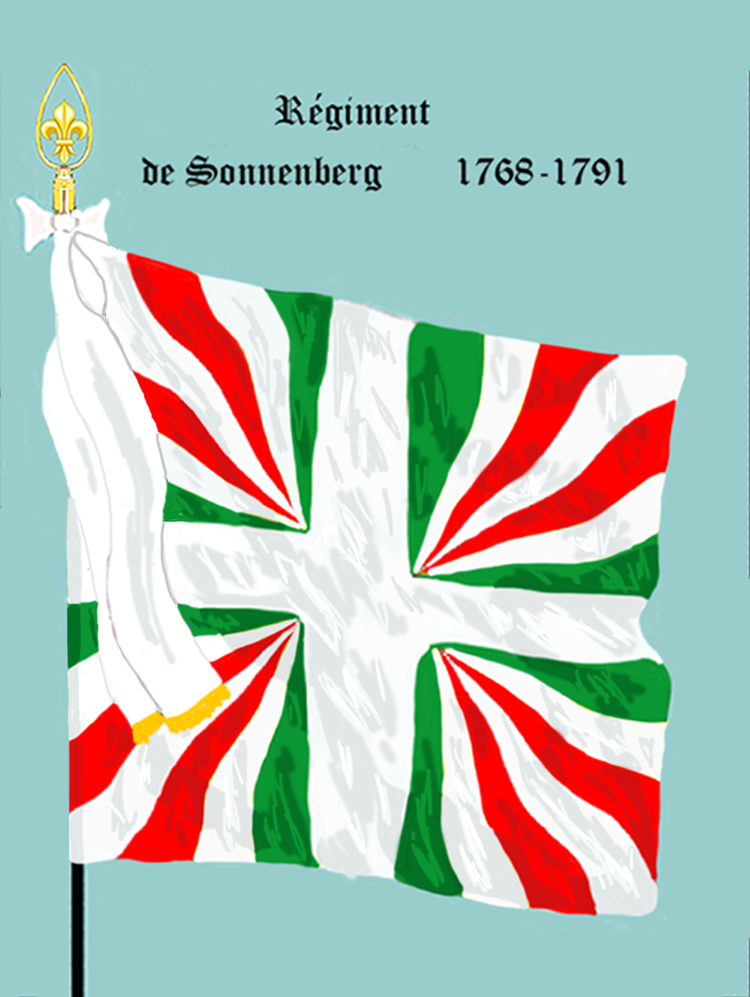
de 1768 à 1792

- Régiment de Sorlus (1568-1570) 

C'est un régiment protestant, formé en septembre 1568, dans le cadre de la troisième guerre de Religion, par N. de Sorlus. Il sert en Poitou et est licencié le 8 août 1570 à la paix de Saint-Germain-en-Laye.
- Régiment de Sorlus (1585-1587) 

Ce régiment est levé en 1585 par N. de Sorlus pour la huitième guerre de Religion. En 1586, il participe à la défense de Marans et au combat de Maillezais et est licencié en 1587. Son mestre de camp Sorlus est tué à Maillezais et son régiment est détruit.
- Régiment de Soubeyran 

C'est un régiment protestant, formé en 1588, dans le cadre de la huitième guerre de Religion, par N. de Soubeyran. Il participe à la reprise de Marans et est licencié la même année.
- Régiment du Soupa

C'est l'ancien régiment de Lannoy (1702-1710), qui est renommé « régiment du Soupa » en 1710 après avoir été donné à N. du Soupa. Engagé dans la guerre de Succession d'Espagne, il est licencié en 1714.
- Régiment de Sourches (1665-1675)

C'est l'ancien régiment de Palluau (1647-1665), qui est renommé « régiment de Sourches » le 24 avril 1665 et qui prend le nom de régiment d'Harcourt le 20 février 1675.
- Régiment de Sourches (1695-1698)

Ce régiment est créé le 13 novembre 1695 et formé le 23 décembre 1695 du bataillon de Vinet du régiment de Sault], pour Louis-François du Bouchet, comte de Sourches. Engagé dans la guerre de la Ligue d'Augsbourg, il est employé à l'armée de Catalogne et participe au siège de Barcelone en 1697. Il est réformé le 18 novembre 1698 après le traité de Ryswick.
- Régiment de Sourches (1703-1706)

C'est l'ancien régiment de Fourquevaux, qui est renommé « régiment de Sourches » le 17 octobre 1703 après avoir été donné à Louis-François du Bouchet, comte de Sourches. Engagé dans la guerre de Succession d'Espagne il est affecté à l'armée de Flandre en 1705 et se trouve à la bataille de Ramillies durant laquelle, le régiment est entièrement détruit; le colonel blessé s'en retire avec six hommes.
- Régiment de Sourches (1706-1718)

C'est l'ancien régiment de Vaudreuil (1704-1706), qui est renommé « régiment de Sourches » le 5 septembre 1706 après avoir été donné à Louis François du Bouchet, chevalier de Sourches et qui prend le nom de régiment de Saint-Simon le 14 juin 1718 après avoir été donné à Henri de Rouvroy, marquis de Saint-Simon.

Régiment de Sourches (1706-1718)
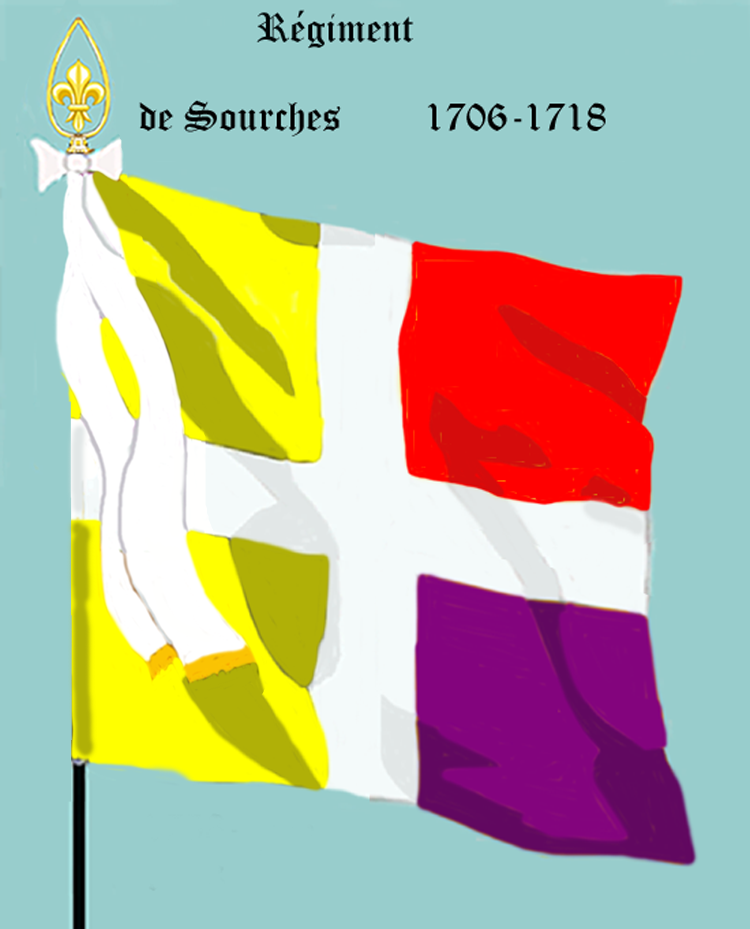
de 1706 à 1718

- Régiment de Sourdéac

Ce régiment est levé, en Bretagne, en mai 1585, par Guy de Rieux de Sourdéac, dans le cadre de la huitième guerre de Religion. En 1585 il participe à la siège de Fontenay et est licencié après cette campagne.
- Régiment de Sourdis

Ce régiment est levé en mai 1594, dans le cadre de la huitième guerre de Religion, par François d'Escoubleau de Sourdis. Il est mis en garnison à Chartres et est cassé en 1595.
- Régiment de Souvigny

C'est l'ancien régiment de La Rochette, qui est renommé « régiment de Souvigny » après avoir été donné le 15 juillet 1641 à Jean de Gagnières, comte de Souvigny. Il est incorporé le 11 octobre 1643 dans le régiment des Galères.
- Régiment de Souvré

C'est l'ancien régiment de La Chenelaye, qui est renommé « régiment de Souvré » le 13 octobre 1730 et qui prend le nom de régiment de Lauragais le 6 mars 1743.

Régiment de Souvré
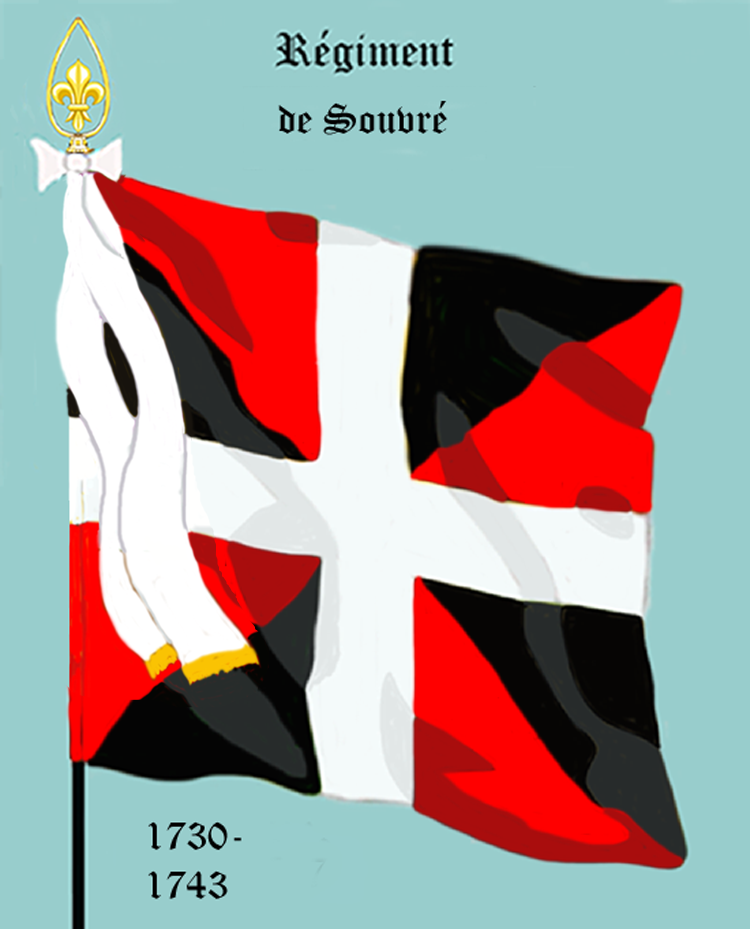
de 1730 à 1743

- Régiment de Soyecourt (1616-1636)

Le régiment est levé le 9 septembre 1616, par Maximilien de Bellefourrière, marquis de Soyecourt. Il participe au siège de Chinon et est réformé le 1er décembre 1616. Il est rétabli le 3 février 1617 ou il participe au siège de Soissons. Réformé 1er mai 1617. De nouveau rétabli le 26 février 1619, il est de nouveau réformé le 2 juin 1619. Rétabli une troisième fois le 5 juillet 1620, il sert en Berry et participe, cette même année à l'attaque des Ponts-de-Cé puis en 1621 aux sièges de Saint-Jean-d'Angély, de Sancerre de Clérac, de Montauban et de Monheurt puis de Saint-Antonin et de Montpellier en 1622. De nouveau réformé le 1er novembre 1622 il est de nouveau rétabli le 13 août 1624 ou il sert en Champagne et Picardie puis en 1628, dans le cadre des rébellions huguenotes il participe siège de la Rochelle. Licencié en novembre 1628 après la capitulation de la cité protestante il est recréé en 1630 et se trouve en Champagne et en Picardie. En 1631, il passe en Provence et se trouve aux prises de Brégançon et de Saint-Tropez. En 1632, il revient en Picardie et est mis en garnison à Corbie. Il est licencié le 22 juin 1636.
- Régiment de Soyecourt (1652-1659)

Le régiment est levé le 5 août 1652 par Charles-Maximilien-Antoine de Belleforrière, marquis de Soyecourt, pour tenir garnison à Rue. Il est licencié le 12 décembre 1659.
- Régiment de Sparre (1694-1714) 

C'est l'ancien régiment de Leisler, est renommé « régiment de Sparre » le 20 octobre 1694 après avoir été donné à Erik Sparre, comte de Sundby, et qui prend le nom de régiment de Lenck le 10 mars 1714 après avoir été donné à Jakob Gustaf Lenck.

Régiment de Sparre (1694-1714)
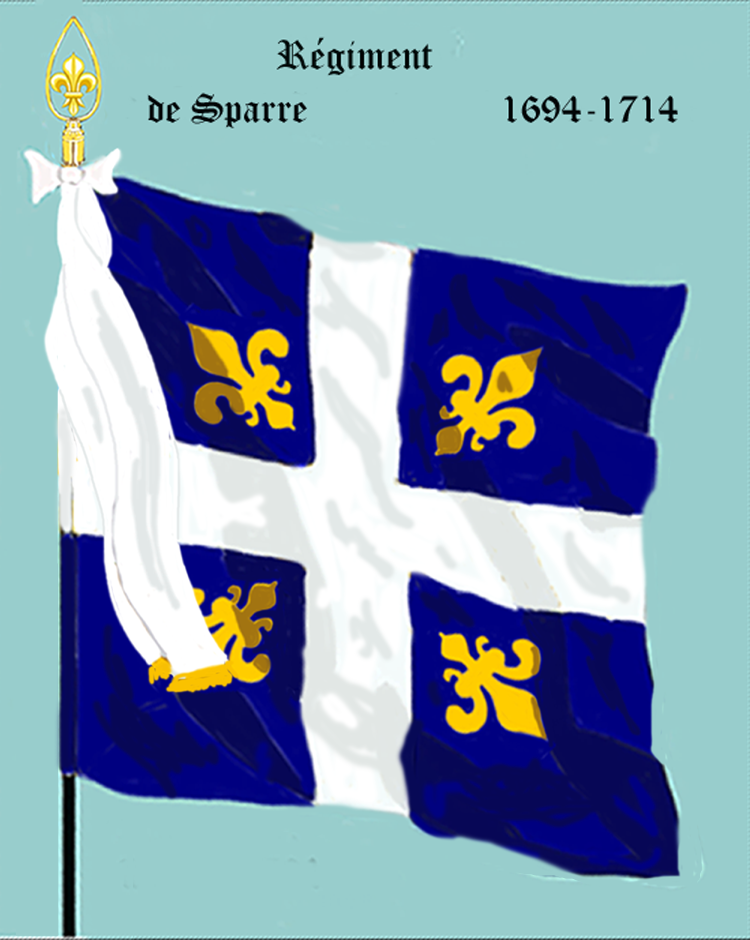
de 1694 à 1714

- Régiment de Sparre (1716-1720) 

C'est l'ancien régiment de Greder (1686-1716), qui est renommé « régiment de Sparre » en 1716 et qui prend le nom de régiment de Saxe en 1720.

Régiment de Sparre (1716-1720)
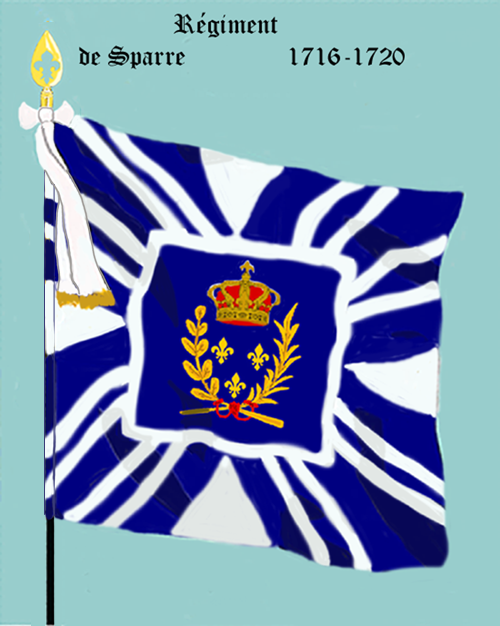
de 1716 à 1720

- Régiment de Stainville (1695-1698)

Ce régiment est levé le 30 novembre 1695 par N. de Choiseul, comte de Stainville. Engagé dans la guerre de la Ligue d'Augsbourg, il sert à l'armée de la Meuse. Il est réformé le 30 novembre 1698.
- Régiment de Stainville (1743-1745),

C'est l'ancien régiment d'Ourouer, est renommé « régiment de Stainville » en 1743 et qui prend le nom de régiment de La Roche-Aymon en 1745.

Régiment de Stainville (1743-1745)
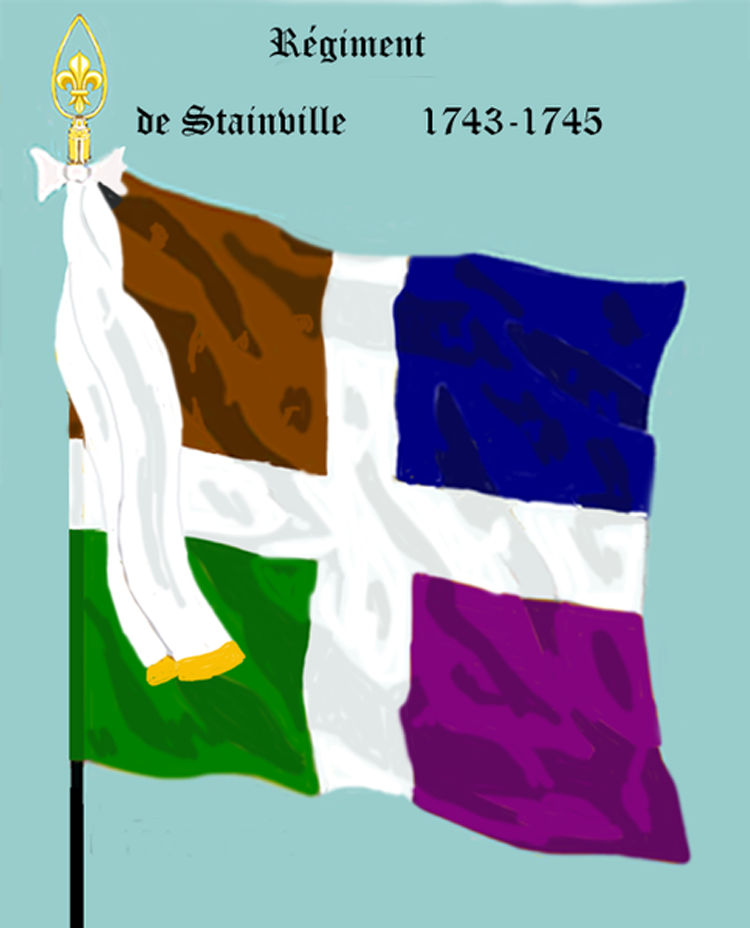
de 1743 à 1745

Régiment de Steiner
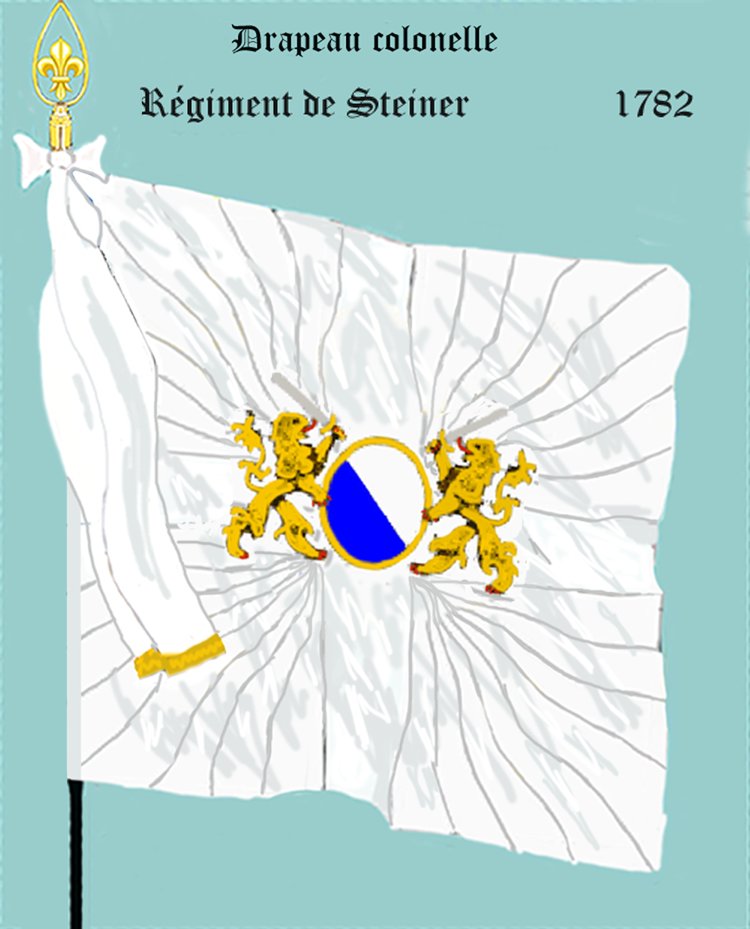
drapeau Colonel de 1782 à 1791
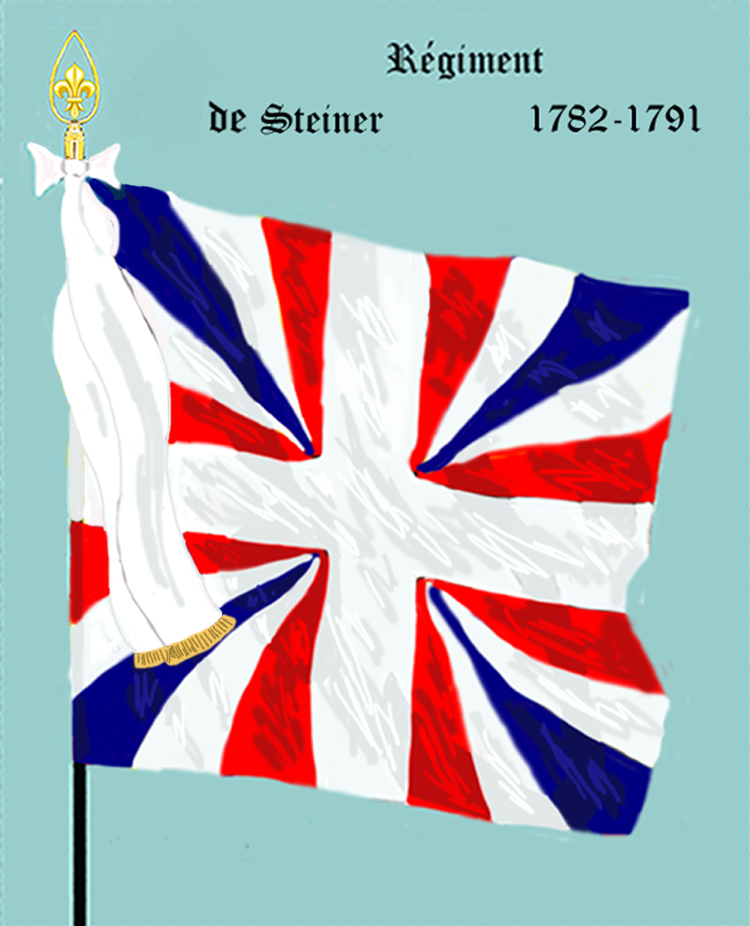
de 1782 à 1791

C'est l'ancien régiment de Muralt, est renommé « régiment de Steiner » le 24 novembre 1782 et qui est devenu depuis la Révolution le 97e régiment d'infanterie de ligne.
- Régiment de Steiner
- drapeau Colonel de 1782 à 1791
- de 1782 à 1791

- Régiment de Storff 

C'est l'ancien régiment de Peyrela, est renommé « régiment de Storff » après avoir été donné en 1710 à N. de Storff. Engagé dans la guerre de Succession d'Espagne il est licencié en 1712.
- Régiment de Strasbourg artillerie

Le « régiment d'artillerie de Strasbourg » est formé le 13 août 1765 de la brigade de Villepatour du régiment Royal-Artillerie. Le « régiment de Strasbourg » est devenu depuis la Révolution le 5e régiment d'artillerie.
- Régiment provincial d'artillerie de Strasbourg

C'est un régiment provincial qui est créé par l'ordonnance du 30 janvier 1778. Ce régiment est formé des bataillons de Strasbourg et Colmar sous le commandement des colonels, comte de Chevigné en 1778, et comte de Lardenoy en 1787. Par ordonnance du 30 janvier 1778, une compagnie du régiment forme le régiment des grenadiers royaux de la Lorraine.
- Régiment de Strozzi

Il est formé, par ordre du 28 septembre 1567, dans le cadre de la deuxième guerre de Religion, avec les anciennes enseignes de la Garde du Roi et une partie des vieilles bandes de Picardie, et placé sous les ordres du colonel général Philippe Strozzi, qui avait sous lui trois mestres de camp, savoir : N. de Montlezun, seigneur de Cosseins, Roger de Sarrieu et Jean de Biran de Gohas. En 1567, le régiment est engagé à la bataille de Saint-Denis et à la poursuite des Réformés en Champagne en 1567. Passé à l'armée de Poitou en 1568 il se trouve, en 1569, à la bataille de Jarnac. À la fin mai 1569, l'unité est partagée, entre les trois mestres de camp. Il permet la création du régiment des Gardes françaises, du régiment de Picardie et du régiment de Champagne.
- Régiment de Stuppa 

Ce régiment suisse est levé le 17 février 1672 par Pierre Stuppa dans le cadre de la guerre de Hollande. Entre 1677 et 1692 il est appelé régiment de Stuppa Vieux. Il prend le nom de régiment de Brendlé en 1701.

Régiment de Stuppa
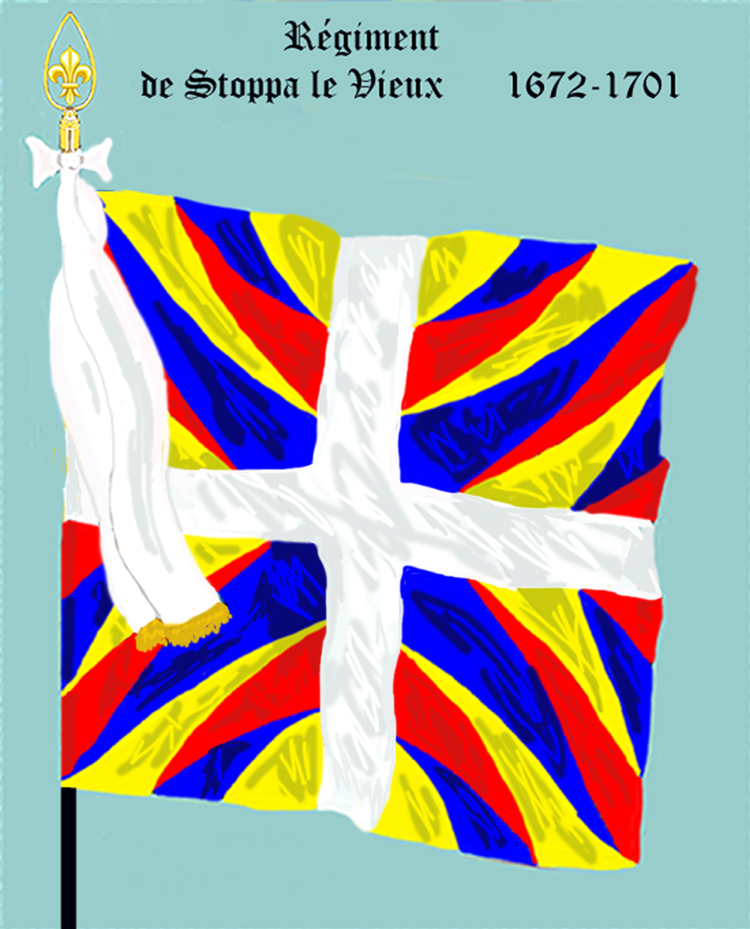
de 1672 à 1701

- Régiment de Stuppa Jeune 

Ce régiment suisse est levé le 28 janvier 1677 par Jean-Baptiste Stuppa dans le cadre de la guerre de Hollande. Il prend le nom de régiment de Surbeck (1692-1714) le 16 octobre 1692.

Régiment de Stuppa Jeune
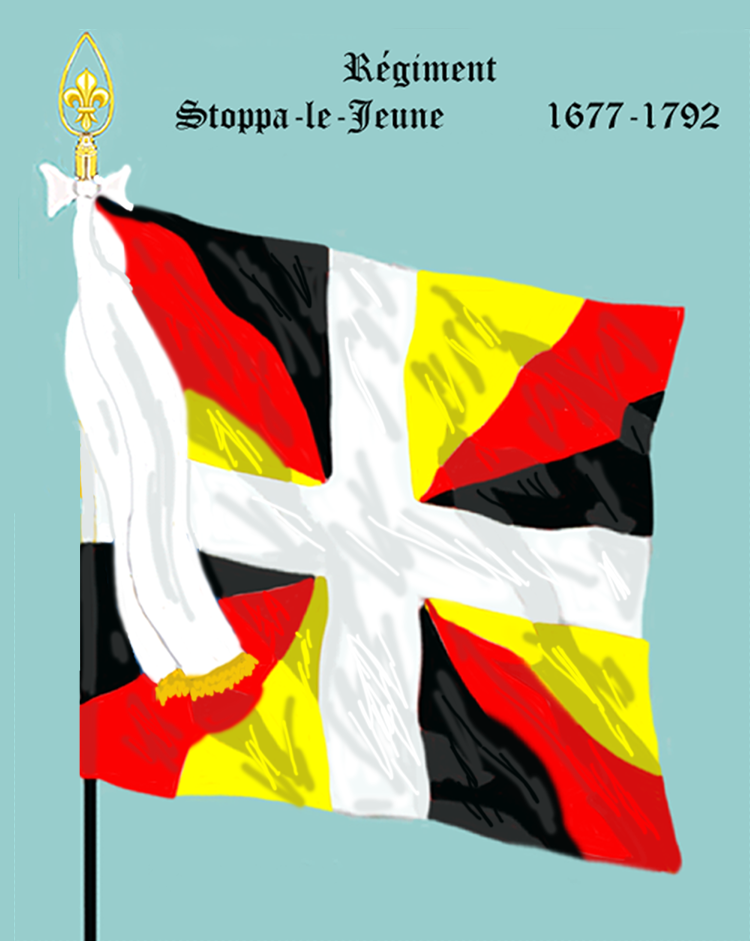
de 1677 à 1692

- Régiment de Stuppa Vieux 

C'est l'autre nom que le régiment de Stuppa a porté entre 1677 et 1692 pour le distinguer d'un autre régiment suisse du même nom, le régiment de Stuppa le Jeune, qui a existé entre ces deux dates.

Régiment de Stuppa Vieux
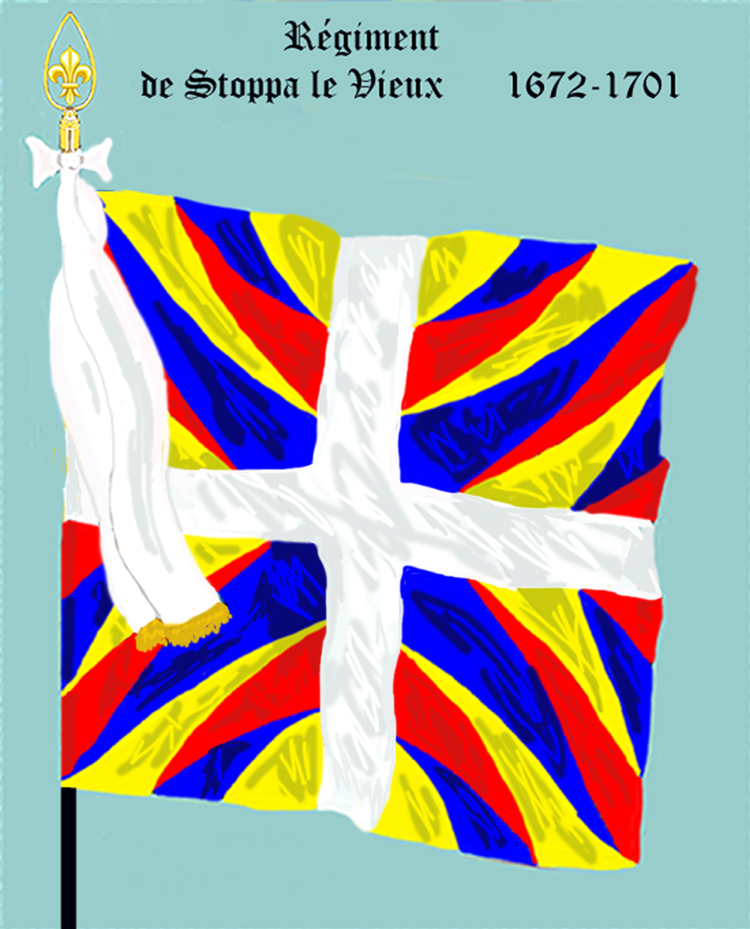
de 1672 à 1701

- Bandes Suisses 

Voir à Bandes
- Régiment de Sully

C'est l'ancien régiment de Béthune (1641-1659), qui est renommé « régiment de Sully » en 1649. Le régiment est affecté à l'armée de Catalogne de 1649 à 1654. En 1654, il reprend le nom de régiment de Béthune (1641-1659).
- Régiment de Surbeck (1686-1693) 

C'est l'ancien régiment de Konigsmark, qui est renommé « régiment de Surbeck » le 25 octobre 1686 et qui prend le nom de régiment de La Mark le 24 janvier 1693.

Régiment de Surbeck (1686-1693)
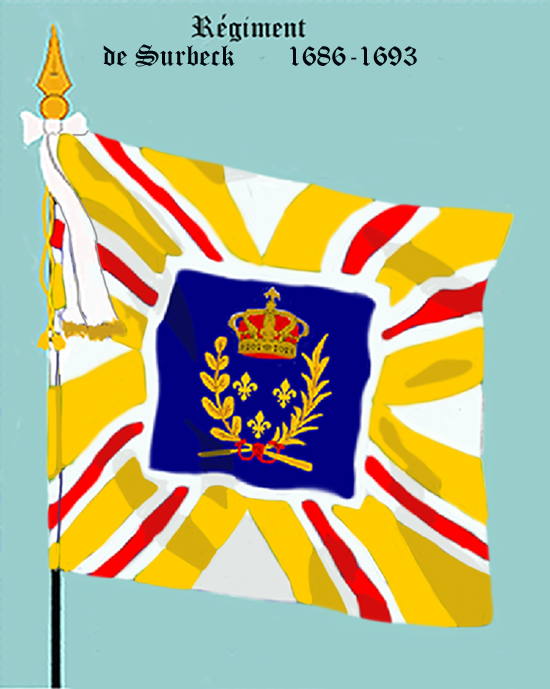
de 1686 à 1693

Régiment de Surbeck (1692-1714)
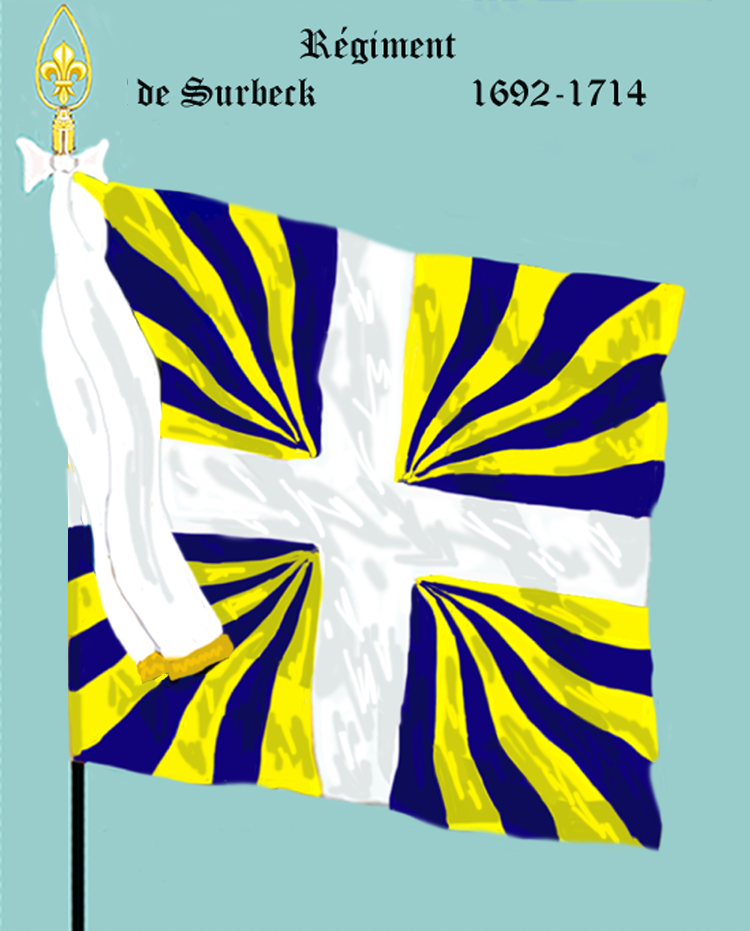
de 1692 à 1714

C'est l'ancien régiment de Stuppa Jeune, qui est renommé « régiment de Surbeck » le 16 octobre 1692 et qui prend le nom de régiment d'Hemel le 8 mai 1714.
- Régiment de Surbeck (1692-1714)
- de 1692 à 1714

- Régiment de Sury 

C'est l'ancien régiment de Roll, qui est renommé « régiment de Sury » après avoir été donné en 1649 à Henri Sury. Le régiment est licencié en 1650, sauf la compagnie colonelle, qui est incorporée dans les Gardes suisses.
- Régiment de Sy

Le régiment est levé le 20 mars 1635 par N. de Bourlemont, marquis de Sy, dans le cadre de la guerre de Trente Ans. Affecté à l'armée de Picardie, il se trouve à la bataille d'Avein en 1635. Il est licencié le 22 juin 1636.
- Régiment de Synno 

Ce régiment irlandais, sous le commandement de N. Synno, débarque à Eu fin février 1636. Affecté à l'armée d'Allemagne, dans le cadre de la guerre de Trente Ans, son colonel est tué en 1638 à la bataille de Rheinau. Il est remplacé par un officier du même nom, et mis en garnison à Guise en 1640. Il est licencié en 1641.